# Istoria Moldovei

Voievodatul Moldovei în 1483

În antichitate, teritoriul Moldovei era locuit de daci, care mai apoi au fost cuceriți de romani. Deși teritoriul viitoarei Moldove nu a fost ocupat de romani, cu excepția regiunilor de sud, procesul de romanizare s-a realizat datorită legăturilor economice dintre dacii romanizați și dacii liberi. După retragerea romană contactul dintre noua populație romanizată cu dacii liberi s-a intensificat accelerând procesul de romanizare și fomarea poporului român. Totuși, teritoriul a fost puternic afectat de invaziile succesive ale goților, hunilor, gepizilor, avarilor, slavilor, tătarilor, ceea ce a marcat istoria Moldovei din secolele IV - XII. În secolul al XIV-lea este întemeiată Țara Moldovei care în secolul următor se află sub influența politică a Regatului Ungar, Regatului Polonez și Imperiului Otoman. În 1775, Imperiul Otoman cedează partea de nord-vest a Moldovei (denumită ulterior Bucovina), Imperiului Habsburgic, iar în 1812, în urma războiului ruso-turc din 1806-1812, partea de est, teritoriul interfluviului Prut - Nistru, este anexat de Imperiul Rus, fomând o nouă gubernie cu denumirea de Basarabia. În 1859 Principatul Moldovei se unește cu Țara Românească într-un singur stat, numit ulterior România. Basarabia se unește cu România în 1918, dar este cedată Uniunii Sovietice în 1940, pentru a constitui, împreună cu RASSM, Republica Sovietică Socialistă Moldovenească. Această republică își declară independența la 27 august 1991 cu numele Republica Moldova.

## Etimologie
Numele de Moldova vine de la râul cu același nume, pe valea căruia s-a format primul nucleu al noului voievodat. Există mai multe teorii asupra originii numelui de Moldova. Potrivit cronicilor medievale, numele râului ar veni de la Molda, cățeaua voievodului maramureșean Dragoș I. Istoricii Constantin C. Giurescu și Dinu C. Giurescu sunt de părere că numele de Moldova vine de la molid. O altă teorie, socotită fantezistă printre filologi, susține că numele său derivă de la cuvintele din limba dacică (nescrisă până in prezent) molta (adica, "multum" din latină) și dava (cetate sau apă "acva->ava->dava"), de la care ar veni numele (ne-atestat) de Muldava (vezi "Moldova" veche și nouă de la Dunăre).

Sigiliul orașului Baia/Moldavia cu textul în latină "Sigiliul orașului Moldavia, capitala Țării Moldovenești"

Bogdan Petriceicu Hasdeu și majoritatea filologilor și istoricilor români susțin că denumirile râului și statului provin din termenul de origine germanică mulde (adică "scobitură", "carieră" sau "culoar de scurgere"), Moldova veche și nouă de la Dunăre având aceeași proveniență. 
Prima cronică în care se amintește de terra Moldaviae aparține lui Ioan de Tîrnave (Kukullo), scrisă în ultima parte a secolului al XlV-lea Potrivit Enciclopediei Cugetarea, sub denumirea de Moldova este cunoscută și de străini (Moldau, Moldavie, Moldavia...). Apare de asemenea sub numele de Ruso-Vlahia, adică "țara românească dinspre ruși", prin analogie cu Ungro-Vlahia, anume "țara românească dinspre unguri". În Țara Românească, Muntenia mai era numită și Megali-Vlahia, Valachia Maior sau Grosse Valachei, iar Oltenia: Mikri-Vlahia, Valachia Minor sau Kleine Valachei. În portulanele genoveze de la Muzeul Național al Hărților și Cărții Vechi din București, Moldova mai apare și sub numele de Velacia Bogdana, în timp ce Transilvania apare sub numele de Velacia Interiore iar Țara Românească sub numele de Velacia Bassaraba. Autoritățile bisericești din Constantinipol au folosit mult timp și denumirea Moldovlahia.
Orașul Baia, prima capitală a voievodului Dragoș s-a dezvoltat dintr-o așezare sătească de lângă râul Moldova care a servit ca loc de popas pentru comercianții care circulau între porturile de la țărmul Mării Negre și orașele Bistrița și Rodna din Transilvania Conform unei inscripții în limba  latină orașul a fost ridicat cu ajutorul unor pietrari sași în secolul al XIII-lea In tot cursul secolelor XIV—XVI, dar și mai tîrziu, orașul Baia a fost denumit deseori în izvoarele latine și germane, Moldavia sau Moldau. Ca succesiune, mai întâi au aparut în documente numele râului Moldova  și a orașului Baia/Moldavia și apoi numele țării.
Există și o opinie că Moldova ar aparține latinității Europei centrale. Istoricul Lucien Musset a scris că latinitatea Europei centrale din Suabia până în România ar trebui să fie privită ca un întreg; părțile occidentale au fost germanizate, cele din mijloc maghiarizate și numai cele din est și sud și-au menținut latinitatea
În Evul Mediu, Moldova era împărțită în Țara de Sus și Țara de Jos. Din Țara de Jos făcea parte și Basarabia veche (Bugeacul turcesc), care aparținuse inițial Munteniei, de la care își trage numele (Țara Românească apare inițial sub numele de Basarabia, după familia întemeietoare, așa cum Moldova apare sub numele de Bogdania, după numele voievodului maramureșean Bogdan I, care a proclamat independența voievodatului față de Ungaria).
Scaunul Moldovei a fost pe rând la Baia și la Siret (sec. 14), la Suceava (sec. 15) și însfârșit la Iași (din sec. 16), pe măsură ce invaziile tătarilor scădeau în frecvență și violență.
Stema Moldovei era inițial un cap de bour (Bos taurus primigenius), care, după dispariția timpurie a acestui animal, a fost înlocuit treptat prin capul de zimbru (Bison bonasus), la rândul lui dispărut prin secolul XVIII.

## Istoria timpurie
Civilizația apărută pe valea Dunării în anii 5500-3500 î.H. este cea mai veche civilizație din Europa. In anul 1961 la Tărtăria in România s-au descoperit Tăblițele de la Tărtăria cu semne grafice ce ar putea fi cea mai veche formă de scriere din lume Tăblițe asemănătoare cu cele de la Tărtăria s-au descoperit și în Moldova în punctul numit Vadu Rău, din localitatea Fărcașa (Jud. Neamț). Semne similare cu cele de la Tărtăria se regăsesc pe mii de artefacte descoperite în diferite zone din Europa de sud-est, în situri arheologice ca: Parța, Tangiru, Cucuteni (România), Duruitoarea Veche (Moldova), Tripolie (Ucraina), Vinča (Serbia) etc, acoperind un spațiu care se întindea din partea de nord a Greciei actuale și până în Slovacia și din România până în Croația. Civilizația corespunde în mare măsură culturii Vinča-Turdaș. Tăblițele au produs și controverse dar sunt confirmate de cercetătoarea americană de origine lituaniană Marija Gimbutas, care a formulat în 1950 Teoria culturii gorganelor sau Ipoteza kurgană în care a descris un model de preistorie europeană în care „Cultura Danubiană” formează miezul așa zisei Europe Vechi, o civilizație relativ avansată, vorbind limbi preindoeuropene, care a fost invadată de triburile protoindoeuropene masate în stepa nordică a Mării Negre.
Tot în spațiile nord dunărene s-a dezvoltat cultura Cucuteni sau Cucuteni-Tripolia (în engleză Cucuteni-Trypillian culture și ucraineană Трипільська культура), pe o suprafață de 350.000 kilometri pătrați, pe teritoriul actual al României, Republicii Moldova și Ucrainei, intre 5.200 până si 3.200 î. e. n.).Cultura și-a primit numele după satul cu același nume din apropierea Iașului, unde în anul 1884 s-au descoperit primele vestigii. Cultura Cucuteni se caracteriza printr-o ceramică de foarte bună calitate, bogat și variat pictată. Culorile predominante pe ceramica Cucuteni sunt roșul, albul și negrul, cu unele variații în funcție de temperatura la care a fost ars vasul respectiv. Ca formă, vasele diferă de la simple pahare la vase mari de tipul amforelor

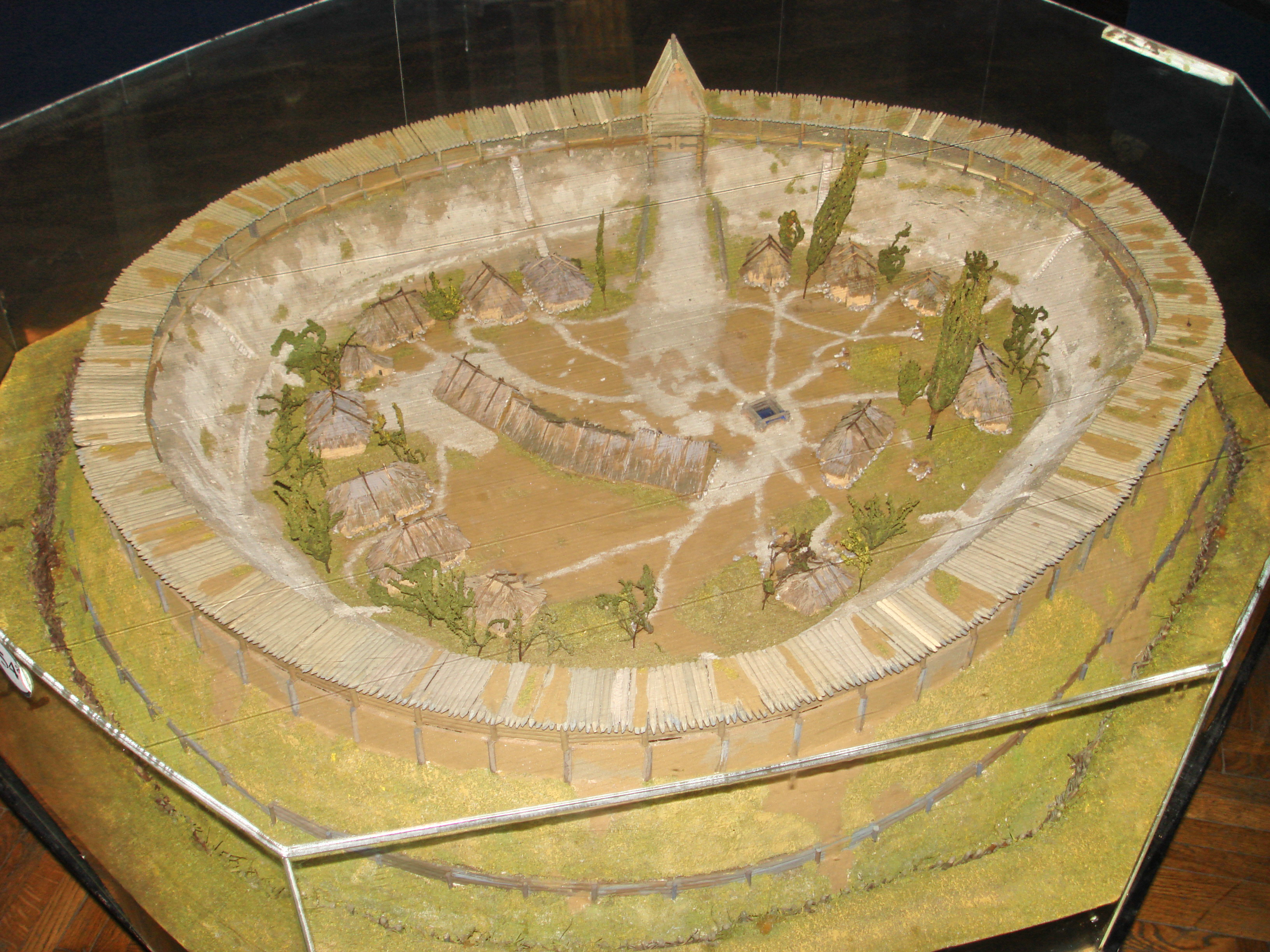
Machetă a așezării întărite slavo-române timpurie de la Echimăuți (sec XII).

Populația băștinașă a Moldovei se trage din triburile daco-getice romanizate. Perioada de ocupație romană a Daciei și a litoralului pontic până la Olbia (în zilele noastre Transilvania, Oltenia, Dobrogea și Bugeacul) a creat o nouă cultură prin romanizarea de către coloniștii romani a populației locale. 
Harta lui Claudius Ptolemeu (sec. II) indică următoarele "dave" pe teritoriul Moldovei: Petrodava (Piatra Neamț), Utidava,
Zargidava (Brad (Negri), Bacău), Tamasidava, Piroboridava (Poiana, Galați) precum și 5 cetăți de-a lungul Nistrului – Eractum, Vivantavar, Clepidava, Maetonium și Caraduum. 

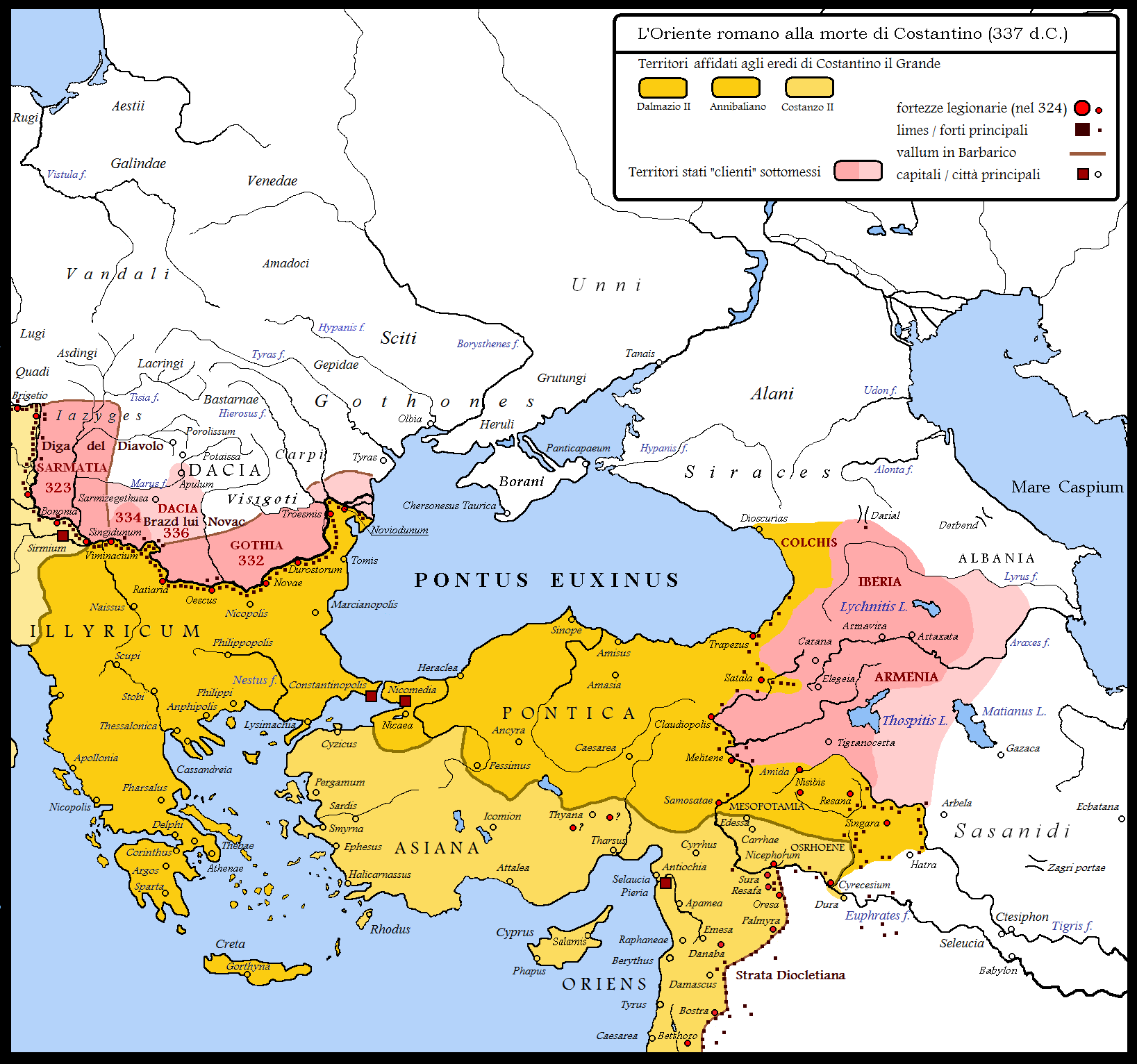
Dacia în timpul lui Constantin cel Mare

După ce Imperiul Roman s-a retras din nordul Dunării în 271 d.Hr., o mulțime de popoare migratoare au trecut prin această regiune : hunii, goții, slavii, avarii, bulgarii, iașii, hazarii, maghiarii, pecinegii, cumanii și tătarii. Împăratul Constantin cel Mare a construit în 328, podul lui Constantin cel Mare peste Dunăre, și a pornit la recucerirea Daciei luptându-se cu vizigoții. Ca urmare, ținuturile de la nord de Dunăre inclusiv sudul Moldovei reintră pentru o perioadă sub stăpânire romană. 
Limita de nord din Dacia a Imperiului Roman de Răsărit era marcată de Brazda lui Novac care continua apoi spre sudul Moldovei (probabil pe râul Buzău) mergând pe la nord de actualul oraș Galați apoi peste Prut pe la Vadul lui Isac, Cahul si se termina la lacul (limanul) Sasîc, aproape de Nistru, pe valul de pământ numit uneori și valul lui Athanaric  Cu această ocazie, Constantin și-a adăugat și titlul de Dacicus Maximus. Teritoriile recâștigate de Constantin cel Mare au fost pierdute în urma nenumăratelor invazii.
Populația romanizată, refugiată în ținuturile muntoase sau păduroase cum ar fi Carpații, a revenit treptat spre șesuri, pe măsură ce invaziile se răreau, în timp ce statele sedentare creștinești se consolidau. Astfel, i-au asimilat pe migratorii Slavi (dintre care cei mai cunoscuți sunt Anții și Ulicii ) și turanici (pecenegii și cumanii).
Migrația avarilor în Panonia a determinat migrația slavilor spre sud-estul Europei, aceștia ajungând pe teritoriul dacilor și mai târziu al Imperiului Roman.  
Avarii i-au dominat pe slavi, utilizându-i în atacuri asupra Imperiului Roman. Slavii ajung sa fie in număr mare la nord de Dunăre în secolul al VI-lea,
În secolul al VII-lea, slavii (sclavenii în izvoarele bizantine) năvălesc în Imperiul Roman de Răsărit formând „sclavinii" in diverse regiuni Retragerea majorității slavilor de pe teritoriile daco-romane din secolul al VII-lea a înlesnit procesul de asimilare la cultura daco-romană a populației slave rămase. Slavii de la nord de Dunăre au avut următoarea soarta: o parte au migrat la sud de Dunăre, o parte (de pe teritoriul Moldovei de azi) s-a retras spre Nord-Est în regiunea Bugului superior și o parte a rămas in mijlocul daco-romanilor fiind asimilați
La sfârșitul secolului al VII-lea, bulgarii turcomani, așezați temporar la nordul Dunării în zona Bugeacului de astăzi, au năvălit în Imperiul Roman, stabilindu-se peste slavii și latinofonii de la nordul munților Balcani.
În secolul al X-lea, românii apar în cronici sub exonimul "vlahi": În anul 938, Ibn al-Nadīm a publicat lucrarea Kitāb al-Fihrist (Indexul cărților arabe) în care a menționat „turcii, bulgarii, vlahii" (folosind termenul Blagha’ pentru vlahi) și alte popoare. Identificarea Blagha’cu românii a fost făcută de Dodge și Spinei Denumirea de vlahi era deja utilizată încă din secolul al VIII-lea, când au fost identificati "vlahorinchinii" în Balcani Un alt document, al cronicarului arab Mutahhar al-Maqdisi, care a trait în secolul al X-lea a menționat printre vecinii popoarelor turcice pe slavi, Waladj (vlahi), alani, greci și alte popoare.
În secolele IX-X, aproape în același timp cu apariția primelor atestări despre români (vlahi) se consideră că s-a finalizat formarea poporului și a limbii române. Formarea poporului român a devenit din motive și interese politice un subiect controversat: unii istoricii moderni din Austria și Ungaria resping continuitatea daco-romanilor după retragerea Imperiului Roman la sud de Dunăre și insistă asupra formării poporului la sud de Dunăre; istoricii bulgari resping teoria formării la sud de Dunăre, considerând că formarea poporului român a avut loc numai la nord de Dunăre; unii istorici ruși acceptă continuitatea, dar numai în Transilvania și Banat negând continuitatea și latinitatea în Moldova
Varegii (vikingii) au lăsat urme în Moldova. Aceștia făceau dese incursiuni spre Constantinopol, de comerț sau de pradă, folosind bărci construite dintr-un trunchi de copac și foloseau cursurile râurilor Nistru și Nipru. Constantin Porfirogenetul a menționat că de la gura de vărsare a acestor râuri, varegii navigau numai pe lângă malul mării, făcînd escale la Aspron (Cetatea Albă) apoi la Sulina, fiind urmăriți îndeaprope de pecenegi. La fiecare escală, varegii debarcau și se păzeau de atacurile pecenegilor. După Sulina mai făceau escale la Conopa (lângă lacul Razelm, lângă deltă), Constanța și Varna De aici rezultă că drumul de la varegi la greci trecea pe Nistru și Nipru cu escale pe teritoriul Dobrogei actuale.
In secolul al X-lea, pecenegii năvălesc și distrug așezările fortificate de la Echimăuți (așezare), Alcedar și Calfa, de lângă Nistru, locuite de români și slavi Peste populația locală nord-dunăreană se suprapune o pătură mai rară de migratori pecenegi care trăiesc în corturi.
Pe o piatră comemorativă din insula Gotland, din localitatea Sjonhem, din secolul al XI-lea, se pomenește că varegul Rodfos, probabil o căpetenie vikingă, a fost omorât de ”blakumen în timpul călătoriei în străinătate” (blakumen este numele dat vlahilor/românilor de către varegi). Cel mai probabil evenimentul a avut loc la răsărit de Carpați pe drumul de-a lungul Nistrului de la varegi la greci
În 1019 pecenegii și luptătorii numiți „Blokumenn” în documentele de origine scandinavă luptă în bătălia de la râul Alta (lângă fluviul Nipru) de partea lui Sviatopolk I de Kiev împotriva lui Iaroslav cel Înțelept. V. Spinei arată ca această informație este cea mai veche referitoare la vlahii/românii din zona Moldovei. Este singura bătălie în care vikingii (din armata lui Iaroslav) luptă cu vlahii (din armata lui Sviatopolk). Datele se bazează pe capitolul "Eymundar Þáttr Hringssonar" din saga regelui Olaf Haraldsson (1015-1028) în care se menționează că Sviatopolk pregătește o armată împotriva lui Iaroslav, formată din turci (pecenegi), blokumen (vlahi/români) și alte popoare
În 1040, Cazimir, duce al Poloniei, a încheiat o alianță cu Iaroslav cel Înțelept, ducele Kievului și primește 1.000 de pedestrași ca să-și recucerească teritoriile pierdute în Polonia. Cu această ocazie este pomenită o armată formată din ruteni, prusieni, daci și geți (posibil români).
În 1068, vlahii/românii din Moldova și pecenegii conduși de Osul participă la o campanie de jaf în Transilvania și Ungaria care se termină cu bătălia de la Chiraleș în Transilvania, unde sunt înfrânți. Datele apar într-o cronică rusă. V. Spinei a studiat cronica și a comentat-o
În 1070, vlahii/românii din Moldova au fost angajați cu pecenegii, dar și cu rutenii, într-o expediție a regelui Boleslau al Cracoviei. Campania este comentata de polonezul Długosz într-o cronică. Alianța românilor cu pecenegii și rutenii este verosimilă.
Apariția cumanilor printre români a avut loc prin anii 1070-1075, după cum consemnează unele cronici, în urma a numeroase bătălii date de cumani cu pecenegii, rușii kieveni, românii (ulak) și maghiarii. Bătăliile sunt consemnate de cea mai veche cronică turcică, Oguzname Cumanii îi alunga în mare măsură pe pecenegi din teritoriile românilor, preluând strângerea birurilor. Pecenegii care au rămas s-au retras în păduri și zone muntoase și au fost asimilați progresiv de către români. Cumanii au trăit numai în corturi formând chiar târguri de corturi.
În 1087, vlahii/românii sunt menționați de Ana Comnena (Alexiada) sub numele de „daci” în cazul expediției conduse de cumanul (sau pecenegul) Tzelgu la sud de Dunăre, în 1087, împotriva Imperiului Bizantin. "Dacii" îl însoțesc în luptă pe Solomon, fostul lor aliat din bătălia de la Oradea Mică. Comnena menționează că dacii locuiau pe pantele de nord ale munților Haemus/Balcani dar a extins denumirea de daci și pentru aliații lui Tzelgu. Bătălia finală se dă la Cule, lângă Chariopolis, în fața zidurilor lui Anastasius. Invadatorii sunt învinși iar Tzelgu și Solomon sunt uciși în luptă.
Un text a lui Niketas Choniates a consemnat in 1164 date despre românii/vlahii și despre Andronic, viitorul împărat al Imperiului Roman de Răsărit. Andronic, fiind proscris de Manuel I Comnen, la prima încercare de a fugi în Galiția (Halici), a fost „prins de români/vlahi lângă Dunăre”
Brodnicii din Moldova sunt menționați în diverse documente. În 1222 papa Honoriu al III-lea a emis o bula (act) prin care se menționau hotarele brodnicilor "ad terminos Prodnicorum"; În 1223, regele maghiar Andrei a emis o diplomă în care era menționată "terra Borothnic". În 1227 papa Grigore al IX-lea îi cerea într-o epistolă episcopului de Strigoniu din Ungaria să determine convertirea la catolicism a populației din Cumania et Bordinia terra illis vicina. În 1254 regele Bela al IV-lea a scris o scrisoare către papa Inocențiu al IV-lea în care comunica prezența brodnicilor la marginea regatului maghiar Cronica lui Thomas Tuscus menționează participarea luptătorilor "brutenis"  la lupta dintre Ottokar, conducătorul Boemiei și prusienii în 1271.
În 1223, conducătorul brodnic Ploskinia a participat cu oamenii lui la bătălia de la Kalka (31 mai 1223), de lângă Marea Azov, de partea cumanilor și a prinților ruși în lupta cu tătarii conduși de  Jebe și Subutai. La sfârșitul bătăliei pierdute de ruși în urma fugii cumanilor, Ploskinia, nefiind rus, i-a predat tătarilor învingători pe câțiva principi ruși aflați în preajma sa. Rușii predați erau acuzați că au măcelărit solia de pace a tătarilor.

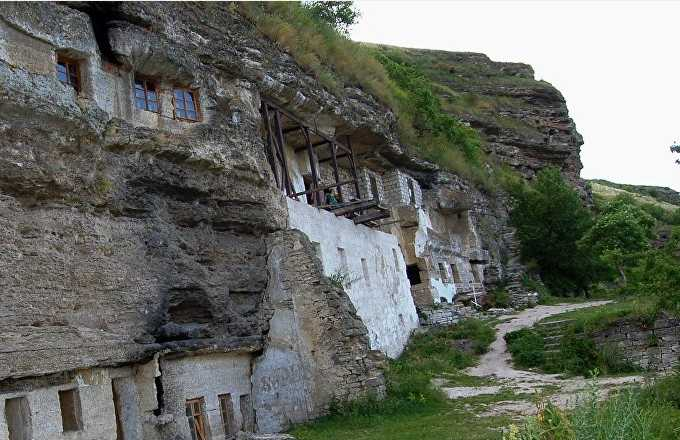
Chiliile de piatră ale mănăstirii Țîpova de pe malul Nistrului (sec. XI)

Un rol important l-a avut și creștinismul localnicilor. În secolul al IV-lea, episcopul Audias împreună cu adepții săi, exilați de împăratul roman, din Mesopotamia în Scythia Minor, se afirmă in creștinarea populației dintre Nistru și Prut. Printre primele vestigii creștine autohtone din Moldova (secolele IV-V) se remarcă urmele arheologice de la Mihălășeni, județul Botoșani, care conțin rămășițele lăcașului de cult creștin, mormintele creștine și inventarul de factură creștină din mormintele necropolei. Temelia lăcașului de cult era din lespezi de râu și formau un dreptunghi cu laturile de  8 și 7 metri. Vestigii arheologice asemănătoare au fost descoperite și la Nicolina - Iași, datate în aceeași epocă. Împăratul Constantin al VII-lea Porfirogenet la mijlocul secolului al X-lea, a scris că "Dincoace de fluviul Nipru, înspre partea Bulgariei, lângă malurile fluviului (Nistru), există cetăți părăsite: prima este cetatea numită de pecenegi Aspron (=Albă), deoarece pietrele sale par albe; a doua cetate se numește Tungate, a treia Cracnacate, a patra Salmacate, a cincea Sacarate și a șasea Gieucate. În clădirile acestor cetăți vechi se găsesc urme de biserici, cruci tăiate și piatră poroasă; de aceea unii cred că romanii au avut cândva locuințe în locurile acelea” 
În secolele XI - XIII, Moldova se găsea în zona de influență a cumanilor (apoi a tătarilor) si religios sub influenta principatelor Galiției și Volîniei. În Moldova au apărut mici cnezate locale (numite de Nicolae Iorga și romanii populare) ca cel de la Onut (lîngă Hotin), cel al cetății Hansca (în ținutul Lăpușnei), cel de la Strășineț ș.a. 
Centrul religios al cnezatului Onut se pare că a fost în localitatea Vasileu sau Vasilău (Vasîliv în limba ucraineană), aflată la 10 km spre vest față de Onut, pe malul de sud al Nistrului, unde s-au descoperit ruinele unei biserici cu fundația de piatră și un cimitir plin de cruci de piatră, unele din secolul al XII-lea. Această biserică ar putea fi cea mai veche biserică medievală de pe teritoriile moldovenilor. Eugen Lozovan sugerează că monumentele din această zonă ar avea amprenta varegilor Mult timp, granițele moldovenilor au fost pe linia Nistrului  Granița de sud a Haliciului trecea pe Nistru prin orașele și cetatile: Vasileu (satul Vasîliv, raionul Zastavna)- Onut- Bacota- Ușița- Cucelmin- Calius
Iașii (popor iranic înrudit cu actualii Oseți din Caucaz) au stăpânit un mic teritoriu cu centrul la "Aski Torg", localitatea fiind numita în cronici Civitas iassiorum (azi Iași). Valea Nistrului și Bugeacul erau in acel timp stăpânite de tătari.
În prima parte a secolului al XIII-lea, în partea de sud a Moldovei și la est de Carpații Orientali, papa Grigore al IX-lea (1227-1241) a aprobat în 1227 înființarea unei episcopii a cumanilor pe un teritoriu aflat între Siret și munții Carpați, cu centrul la Civitas de Mylco. Episcopatul s-a creat prin acțiunile militare ale cavalerilor din Ordinul Cavalerilor Teutoni. Aceștia au fost aduși de un rege maghiar în 1211 în Țara Bârsei și au întins dincolo de munții Carpați autoritatea regelui dar au fost în final alungați de oștile regelui în 1225 O parte din cumanii migratori au fost creștinați de călugării dominicani. Orașul medieval Civitas de Mylco (cetatea Milcovului), localizat ipotetic la Focșani  devine astfel sediu al bisericii romano-catolice, subordonată unei arhiepiscopii catolice din regatul maghiar. În jurisdicția sa au intrat atât teritoriile locuite în sudul Moldovei de către cumani, cât și cele stăpânite de către cavalerii teutoni din Țara Bârsei.
Atât așezarea "Civitas de Mylco" cât și episcopia au fost distruse de marea invazie mongolă din 1241.
După ce au cucerit Camenița și Vladimir în Galiția tătarii se concentrează pe teritoriul bolohovenilor dar și al halicienilor pregătind Marea invazie mongolă. Tătarii au făcut mari rechiziții de grâu, făină și mălai de orz pe seama populației bolohovenilor
Marea invazie mongolă care a afectat și Moldova în 1241 este descrisă în amănunțime de istoricul Alexandru I. Gonța. Un corp de oaste de 30.000 de tătari condus de Budjek (Bugec), a intrat în Moldova pe la vadul de la Hotin și a înaintat pe trei coloane atacându-i pe cumani dar și pe țăranii români.  Lipsa unor izvoare contemporane nu a permis aflarea direcțiilor de atac dar după o serie de acte târzii și folosind toponimia locală (Movila tătarului, Drumul tătarilor, Piatra tătarului, etc.) s-au putut identifica unele trasee. Prima coloană a tătarilor s-a îndreptat spre Prut și a coborât pe dreapta râului spre târgul Iașilor sub conducerea lui Calcan. A doua coloană a înaintat la stânga Prutului. A treia coloană s-a îndrepat spre Nistru până la Orhei, apoi la Tighina și apoi pe la Vadul lui Isac au trecut Prutul. Unele grupuri de tătari au ajuns cu raidurile de jaf în localitățile de lângă Carpați. Bugec a reunit trupele, a trecut Siretul și a atacat Episcopia Cumanilor și după ce a distrus catedrala și toate casele, a ucis apărătorii și a pornit mai departe spre Transilvania și la sud de Carpați. La sud de Carpați trăiau românii numiți Walati (valahi) în unele documente, care țineau de ritul grecilor Spre Transilvania tătarii au trecut prin valea Buzăului dar și prin valea Oituzului.
Tătarii concentrați în Galiția au pornit spre Moldova pe drumurile muntoase din Pocuția, conduși de Cadan și Buri. Mergând spre izvoarele Ceremușului au ajuns la Cârlibaba de unde prin pasul Rotunda au năvălit în Transilvania atacând Rodna. Cadan se reunește cu trupele lui Bugec pe Tisa de unde pornește pe urmele regelui maghiar, fugar prin Dalmația.  În 1243 s-a petrecut retragerea tătarilor lui Batu și Subotai prin Moldova prin pasul Bârgăului (Tihuța) iar pe la sudul Moldovei s-au retras coloanele lui Bugec venind din Bulgaria unde i-au supus pe ultimii conducători ai regatului româno-bulgar
Consecințele Marii invazii mongole au fost depopularea și foametea pentru Moldova și pentru celelalte tări invadate. Pentru cumani a fost dispariția lor din istorie. După retragerea din 1243, tătarii rămân să domine și să perceapă biruri halicienilor, bolohovenilor, cnezatelor românești și bulgarilor Dependența unor teritorii teritorii ale românilor (Episcopia cumaniei, unele zone de la sud de Carpați) față de regatul maghiar a fost înlăturată și înlocuită cu o dependență față de tătari.
În 1260 a avut loc bătălia de la Kreussenbrunn între Ottokar și Bela al IV-lea. În armata lui Bela au participat și românii alături de ruteni și pecenegi: "quoque et valachorum...schismaticorum". Participarea românilor alături de ruteni și pecenegi în armata lui Bela demonstrează că aceștia erau dintre Carpați și Dunăre
În 1277 Cronica lui Thomas Tuscus menționează participarea moldovenilor la lupta dintre Ottokar, conducătorul Boemiei și prusienii: "Burtenos et infideles sibi in adjutorium vocat, sed Deo disponente Brutenis ac Blacis inter se discordantibus suo rex Boemiae proposito defraudatur". Aceste date arată, conform lui Al I. Gonța, că exista un voievodat moldovean sub dominație mongolă Brutenis era deja o denumire consacrată unei populații din apropierea Prutului.
În 1285 , Hanul Nogai, care avea sediul la Isaccea lângă Dunăre, a dezlănțuit o nouă invazie a Transilvaniei și Ungariei. Istoricul Alexandru I. Gonța a descris în amănunțime trecerea tătarilor pe teritoriul Moldovei însoțiți de românii și cumanii din teritoriile supuse. O coloană de tătari și români a pătruns pe Valea Buzăului și a intrat în Țara Bârsei; o altă coloană a înaintat pe Valea Siretului prin pasul Prisăcani-Tulgheș și a devastat ținutul Bistriței locuit de români și sași. Coloanele au ajuns până la Pesta în Ungaria dar nu au reuțit să cucerească cetățile importante. O molimă iscată între cai și animalele de transport i-a determinat pe tătari să se întoarcă. Regele Ladislau Cumanul a urmărit tătarii în retragere cu o armată formată în majoritate din români catolici dar și din români ortodocși din Transilvania (episod cuprins în cronicile moldovenești în relatările despre Roman și Vlahata)

## Contextul internațional în preajma întemeierii Moldovei
Secolele XII și XIII au cunoscut afirmarea militară a românilor din Balcani fapt care a influențat și românii de la nord de Dunăre.
În urma unei revolte a românilor din Balcani începută în 1185, condusă de frații Petru și Asan la care au mai participat bulgarii și cumanii, împotriva Imperiului Roman de Răsărit, a apărut Țaratul româno-bulgar.
In 1197, vlahul/românul Dobromir Chrysus, comandant militar, s-a răsculat împotriva împăratului Alexios Angelos. După acțiuni militare și tratative de pace, împăratul a recunoscut autonomia lui Chrysus în Macedonia Un conducător similar a fost și vlahul/românul Ivancu care a controlat un teritoriu în vecinătatea lui Chrysus/Hriz.
În timpul lui Ioniță Caloian a avut loc cea de-a patra cruciadă terminată în 1204 prin cucerirea Constantinopolului de către cruciați și înființarea Imperiului Latin de Constantinopol. Beneficiind de concursul cumanilor, româno-bulgarii au obținut victorii importante, între care cea din 1205 la Adrianopol, unde a fost luat prizonier însuși împăratul latin Balduin I.
În timpul lui Ioan Asan II (1218-1241), țaratul româno-bulgar a cunoscut maxima întindere teritorială, reușind în 1230 să își întindă stăpânirea de la Marea Neagră la Marea Adriatică
În 1230 șovăielile lui Ioan Asan între tabăra latină și cea greacă atrag implicarea ungurilor, care, cu consimțământul papei, au atacat Țaratul româno-bulgar.
În cronicile arabe din secolul al XIII-lea, în loc de regatul româno-bulgar era mentionată Valahia, cu indicarea precisa a coordonatelor geografice arabe și cu specificarea faptului că Valahia se numea in arabă "al-Awalak" iar locuitorii "ulaqut" sau "ulagh".
În 1240 Hoarda de Aur s-a întins până la Nistru, în vecinătatea teritoriilor românilor și cumanilor. Hoarda de Aur a cucerit în 1238 Moscova, în 1239 Kievul și apoi Armenia. Atacarea Armeniei a dus la emigrarea multor armeni, unii ajungând în Moldova În perioada de maximă putere, teritoriul Hoardei de Aur ocupa cea mai mare parte a Rusiei Europene, de la Munții Ural la Munții Carpați, până în Siberia. În sud, Hoarda de Aur se învecina cu Marea Neagră, Munții Caucaz și teritoriile mongolilor din Ilhanat.
Între 1235 și 1270 în Ungaria a domnit Béla al IV-lea, care a suferit o grea înfrângere la Mohi din partea tătarilor în 1241. Grava depopulare a  țării provocată de tătari a fost rezolvată prin colonizări masive cu cehi, polonezi, germani, ruteni și alte naționalități din țările vecine A trebuit să împartă țara în două din cauza ambițiilor politice ale fiului său Ștefan. Un urmaș al său a fost Ladislau al IV-lea Cumanul care a trăit o perioadă de anarhie, fiind contestat de diverși pretendenți. După 1242, teritoriile cumanilor din zona Vrancea și ale moldovenilor ies de sub sfera de influență a ungurilor și trec sub controlul tătarilor.
Imperiul Roman de Răsărit a avut în secolul al XIII-lea o perioadă tulbure cauzată de cucerirea Constantinopolului de către venețieni. Mihail al VIII-lea Paleologul împărat între 1259 și 1282 reușește mai mult din întâmplare să recucerească orașul de aur în 1260. În 1261 s-a semnat tratatul de la Nymphaion, care aducea instalarea genovezilor în orient, in majoritatea porturilor bizantine, lucru intâmplat și la Galata, în porturile Crimeii și în cele din jurul gurilor Dunării. Frica de o nouă cruciadă l-a făcut pe Mihail să accepte unirea Bisericii ortodoxe cu Biserica catolică în 1274. Andronic al II-lea Paleologul (domnie între 1282–1328) a despărțit iar biserica otodoxă de cea catolică în 1282.

## Întemeierea Moldovei în secolul al XIII-lea
Despre întemeierea Moldovei, unele cronici moldovenești din secolele XV-XVI scriu că începutul țării a avut loc prin domnia primului voievod al ei, Dragoș I, în timpul regelui maghiar Vladislav (Laslău). Dimitrie Onciul (1856-1923) dar și alți istorici au greșit când l-au considerat pe Vladislav /Laslău din tradiție ca fiind regele Ludovic I (1342-1382) 
Alexandru D. Xenopol a fost printre primii istorici care l-au identificat corect pe regele Vladislav cu Ladislau al IV-lea Cumanul care a domnit între anii 1272-1290. Mai mult, Xenopol a folosit în cercetarea sa un document semnat de regele Ladislau al IV-lea Cumanul în anul 1288 în care Ladislau relata despre o expediție întreprinsă de el, în compania unei mulțimi de baroni și nobili din regatul său, îndreptată pe urmele unor cumani care în taină fugiseră din țară. Participanții la expediție, trecând „peste munți ” sau pomenit în „finibus et terminis Tartarorum”, unde maghiarii nu mai călcaseră niciodată. O altă expediție împotriva cumanilor a fost în anul 1282, în urma bătăliei victorioase de la Hod dintre Ladislau și cumani. Opinia lui Xenopol despre Ladislau Cumanul a fost confirmată și de istoricul Teodor Sălăgean 
Identificarea făcută de  Xenopol a fost confirmată și de alte cercetări mai recente efectuate de istoricii O. Pecican, T. Parasca, Ș. Papacostea și alții dar având ca reper invazia tătarilor din 1285  La baza interpretărilor mai noi stă un fragment din cronica lui Simion Dascălul, care se referă la cronica lui Gr. Ureche, dar și la un „letopiseț unguresc” acum dispărut. Simion Dascălul  invocă lupta lui „Laslău craiul unguresc, care-i zic filosof” cu tătarii  și care „pre câșlegile Născutului (din latinește "caseum liga" = leagă cașul, adică lăsata cașului, postul cașului; iar Născutului= Crăciunului), cu toată puterea sa s-au apucat de tătari a-i bate și a-i goni, de i-au trecut muntele pe ceastă parte pre la Rodna”, ajungând astfel și în Moldova în anul 1285.
Deși nici Simion Dascălul nu indică data precisă a evenimentelor, Ladislau Cumanul într-adevăr a trebuit să înfrunte o mare invazie tătară, care a început în toiul iernii (25 ianuarie 1285) și s-a terminat la sărbătoarea Paștelui (25 martie 1285).
Despre opiniile și cronologia întemeierii voievodatului Moldovei în secolul al XIII-lea, istoricul Pavel Parasca a scris că este necesară o reconstituire pertinentă a surselor istorice și o revizuire
a cronologiei întemeierii voievodatului Moldovei, ținând cont că există mai multe documente diferite. Tot Pavel Parasca a remarcat existența sincronismului în tradiția „descalecatului” Moldovei și al Țării Românești, ultimul fiind plasat de cronici la anul 1290, adică tot în domnia lui
Vladislav/Ladislau al IV-lea Cumanul.
Așezarea unor sași la est și la sud de Carpați a fost determinată de revoltele sașilor din Transilvania între 1277 si 1308 împotriva episcopiei de Alba Iulia. Revoltele s-au soldat cu incendierea catedralei Episcopale, fapte  care au atras represalii dure, culminând cu excomunicarea și războiul declanșat împotriva lor 
Trebuie amintite și datele referitoare la activitatea legatului papal Filip, episcop de Fermo,
și la decizia consiliului de la Buda din 1279 care „a scos în afara legii confesiunea răsăriteană, „schisma”, interzicând preoților de rit răsăritean să oficieze slujbe, iar credincioșilor să participle la acestea”
În acest context, în Țara Românească, grupuri de sași, loviți cu armele și excomunicați au trecut la sud de Carpați, împreună cu Negru Vodă, interesat de sprijinul pe care i-l putea oferi o asemenea comunitate   În Moldova, coloniștii sași și ungureni au venit din aceleași motive la care se adaugă și unele motivații economice. 
Meșterii sași au creat niște fortificații în apropierea râului Trotuș (în România de azi) și în zona Neamțului și la Baia (sau Civitas Moldaviensis). În timpul lui Ladislau Cumanul, Dragoș I, cneaz în Maramureș, trece cu oamenii săi Carpații întemeind Moldova (terra Moldauana sau  Moldvana în limba oficială latină a maghiarilor). Mai târziu, în 1359, un alt cneaz din Maramureș, Bogdan I, trece în Moldova, îl alungă pe nepotul lui Dragoș, Balc, și declară independența Moldovei. Bogdan I a domnit până la 1363, în timp ce Balc s-a întors în Maramureș lângă vărul său Drag. Urmașii lui Bogdan I au unificat sub stăpânirea lor tot teritoriul dintre Carpați, Nistru, Dunăre și mare.
Istoricul Alexandru I. Gonța consideră că teritoriile pe care s-a format Moldova erau formate din 3 zone: Moldova subcarpatică, întinsă până la râul Siret, condusă din 1352 de Dragoș din Bedeu, apoi de fiul său Sas; Valahia Minoră, între Siret și Nistru unde s-a refugiat maramureșeanul Bogdan din Cuhea, încă din 1343, la curtea voievodului local Ștefan, aflat sub suzeranitatea Hoardei de Aur; Paratalasia (mai târziu Bugeac), în sudul Moldovei, spre mare, cu centrul la Cetatea Albă, sub dominația tătarilor unde a fost atestat un Dimitrie „princeps tartarorum” care ar fi domnit și în 1368 când a fost atestat de o diplomă ungurească; Paratalasia a fost alipită Moldovei în 1374, în timpul lui Lațcu și a lui Iuga Coriatovici.      
După A. I. Gonța, evenimentele care au dus la formarea statului independent Moldova, au următoarea succesiune aproximativă:
După 1358 în Valahia Minoră, în locul voievodului Ștefan rămâne fiul său numit tot Ștefan. Ștefan a fost înlăturat apoi de fratele său Petru, cu ajutorul lui Bogdan din Cuhea. Ștefan s-a refugiat în Polonia dar a revenit cu o armată de poloni împotriva lui Petru. Bătălia între cei doi frați s-a dat în Țara Șipenițului în iunie 1359 unde a învins Petru. Victorios, Petru intră și în Moldova și-l alungă pe Sas în iulie-august 1359. Unele cronici au menționat noul stat cu numele de „Moldovlahia”.
Regele Ungariei l-a trimis pe Dragoș din Giulești cu o mare suită la Petru în 1360, să-i ceară să recunoască suzeranitatea regelui asupra Moldovei în schimbul ajutorului împotriva Hoardei de Aur care domina Moldova, Galiția (Rutenia) și Țara Românească. Dar cererea regelui nu s-a concretizat. Hoarda de Aur decade imediat însă, după  bătălia de la Apele Albastre (Sinîi vodî, afluent al Bugului) din 1362, învinsă de armatele ducelui lituanian Algirdas. Urmarea bătăliei este importantă pentru români întrucât Moldova și Țara Românească scapă de dominația Hoardei de Aur. Regele Ungariei, în încercarea de a trece Moldova sub suzeranitatea sa trimite oști sub comanda maramureșenilor Balc și Drag, fiii lui Sas voievod și nepoții lui Dragoș din Bedeu (ctitorul mănăstirii Peri din Maramureș). Luptele durează până în 1364 terminându-se cu înfrângerea trupelor regelui. Regele s-a răzbunat confiscându-i lui Bogdan din Cuhea toate domeniile întrucât acesta a sprijinit venirea unui mare număr de maramureșeni în Moldova și a luptat de partea moldovenilor împotriva regatului maghiar.
Dupa istoricul Boldur o mare parte a toponimiei Moldovei este de origine cumană: Chișinău (din cumanul Kesene), Hotin, Tighina, Tiligul, Inguleț, Otaci etc. După unii autori, de la maghiari au rămas denumirile de Miclăușeni după Mikloshély, Orhei după Vàrhély, Chișinău după Kis-Jenö și Ciubărciu, azi Ciobruci după Csupor. Istoricul Spinei a publicat de asemenea o listă cu toponime de origine pecenegă: Vaslui, Covurlui, Bahlui, etc dar și de origine cumană: Comana, Comănești etc.

## Istoria medievală

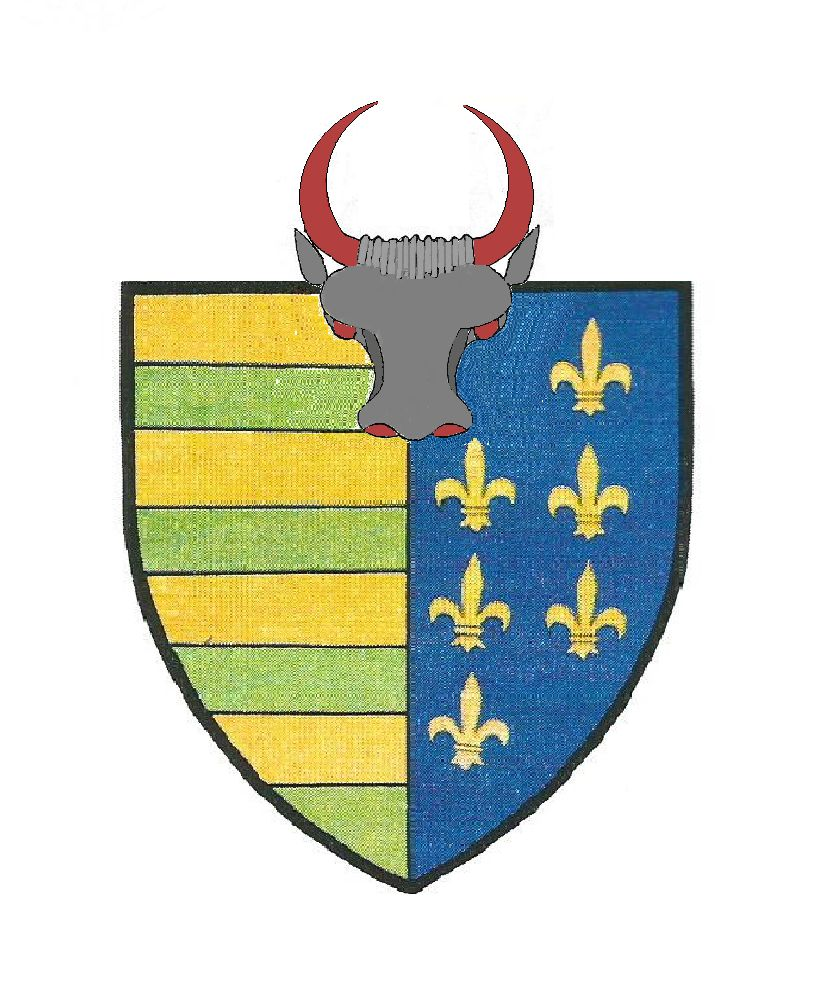
Blazonul lui Alexandru cel Bun

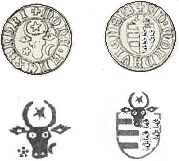
Monedă bătută de Alexandru cel Bun. Inscripția în latină: "MONE ALEXANDRI, WD MOLDAVIENSIS, adică "Moneda Alexandri, waiwodae Moldaviensis"

În evul mediu, Moldova a fost o monarhie absolută, până la domniile fanariote, fiind condusă de un monarh numit “Domn” (din latinescul dominus) sau “Voievod”(după vechea organizare a voievodatelor românești). Domnul purta coroană, bătea monedă, formula legi și era comandantul armatei. Domnii Moldovei au purtat coroană până la Alexandru Lăpușneanu Unul dintre domnii Moldovei, Alexandru cel Bun, a avut un blazon, care a fost și stema Moldovei, format dintr-un scut și un cap de taur suprapus. Cele 8 fascii orizontale auriu-verde simbolizau apartenența la dinastiile Basarabilor și Asăneștilor iar crinii aurii simbolizau Casa de Anjou, o posibilă descendență provenită de la Petru I Mușat, carea a avut la fel, un blazon cu crini În teoria heraldicii, capul de taur de pe stema Moldovei nu trebuie interpretat ca fiind cap de zimbru sau de bour întrucât în heraldică nu există împărțirea pe specii  sau rase
Primele monede emise de statul moldovenesc, datînd din vremea domniei lui Petru I Mușat, aveau de regulă următoarea legendă în limba latină: SIM PETRI WOIWODI, SIM MOLDAVIENSIS, care se întregește astfel: Signum Petri woiwodi, signum Moldaviensis, pentru ca în timpul lui Alexandru cel Bun cea mai frecventă legendă să fie "MONE ALEXANDRI, WD MOLDAVIENSIS, adică Moneda Alexandri, waiwodae Moldaviensis Monedele moldovenești au avut inscripții în limba latină, cu unele excepții, de la întemeiere până la Eustatie Dabija vodă (1661-1665). Printre primele monede cu inscripții slavone sunt cele apărute în vremea lui Bogdan al III-lea (1504-1517).
Dimitrie Cantemir, la 1714, în Descriptio Moldaviae, scrie în capitolul “Despre literele Moldovenilor” următoarele cuvinte: „Înainte de Conciliul de la Florența, după exemplul celorlalte neamuri ale căror limbi provin din vorbirea romanilor, moldovenii se foloseau de caractere latine.
Pe vremea lui Dragoș I, Moldova nu depășea ținutul dintre Carpați, râurile Ceremuș și Siret, de o parte și de alta a râului Moldova. Urmașii săi și-au întins stăpânirea mai ales spre sud și est, astfel că la înscăunarea lui Bogdan I din Dolha, Moldova era cuprinsă între: la nord și est Nistrul, hotar cu Polonia, cu Lituania și cu tătarii, la vest Munții Carpați, hotar cu Transilvania, iar la sud o linie legând Carpații de Marea Neagră, trecând mai jos de Bacău, Bârlad, Gotești, Sărata și Codăești (la sud de Cetatea-Albă): hotar cu Țara Românească. Sub domnia lui Roman I, care se intitula „Domn de la munte până la mare”, Moldova se extinse spre nord (Pocuția) și peste Nistru (Dubăsari, de la "dubasele" rotunde cu care barcagii treceau fluviul, transportând persoane și mărfuri). 

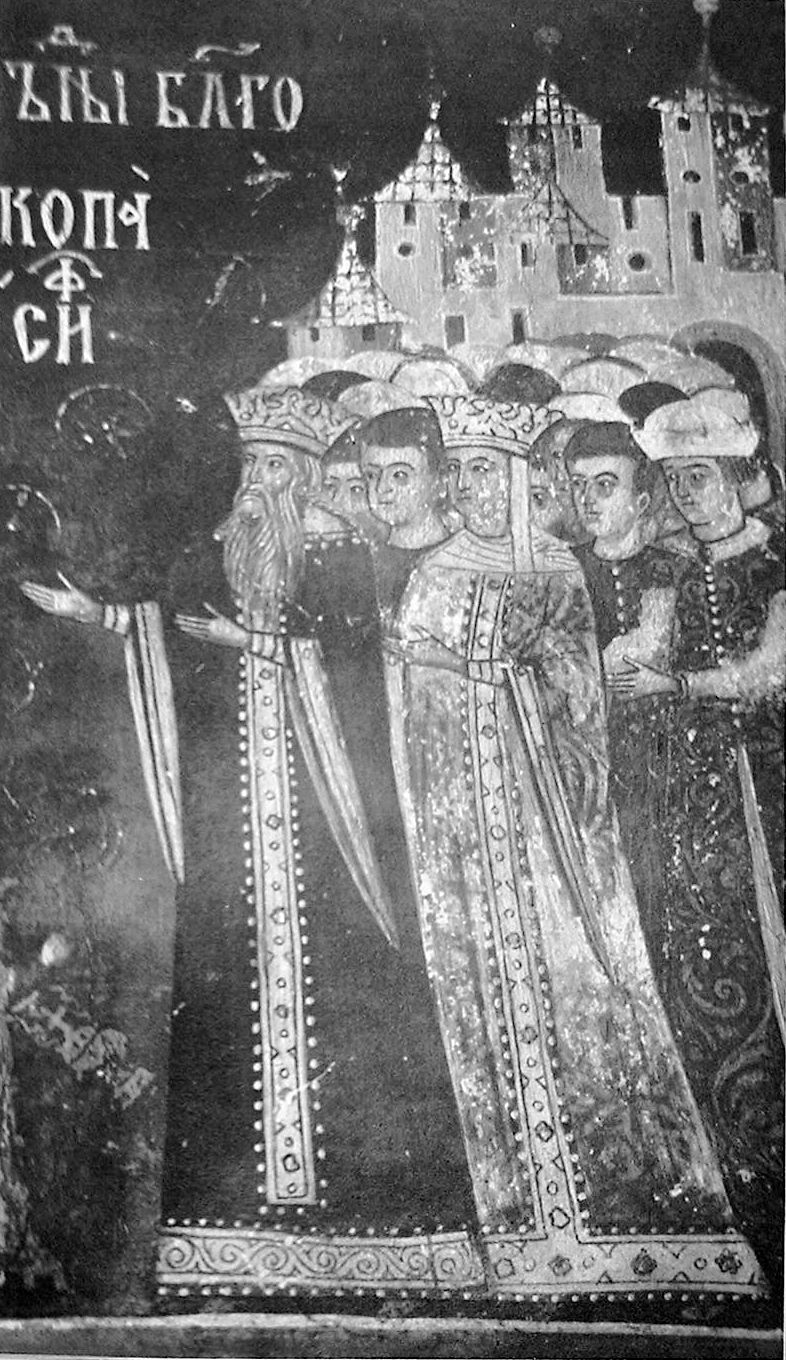
Alexandru cel Bun și soția sa, doamna Ana, frescă la Mănăstirea Sucevița

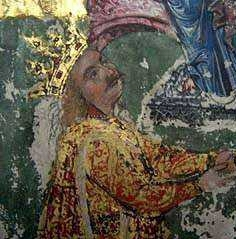
Ștefan cel Mare după Evangheliarul de la Mănăstirea Humor, considerată cea mai exactă reprezentare a domnului

Sub domnia lui Alexandru cel Bun, Pocuția îi reveni Poloniei, dar în schimb Țara Românească îi cedă Moldovei ținutul de la Dunăre la mare, cu excepția  Chiliei, a părții de dincolo de Trotuș și a ținutului Putnei, pe care le va lua un nepot al lui Alexandru cel Bun dar și văr al lui Vlad Țepeș, anume : Ștefan cel Mare. Moldova a ajuns atunci la întinderea și puterea ei maximă. Ștefan cel Mare, împreună cu armata sa de boieri și răzeși a luptat cu succes atât  împotriva invaziilor turcești, maghiare și poloneze, cât și împotriva celor tătare.
Ștefan cel Mare, cel mai vestit domnitor moldovean, a luptat în 36 de bătălii majore, biruind de 34 de ori și terminând doar două nedecis. Ștefan a rămas pe tron în timp ce adversarii au părăsit țara cu pierderi foarte mari. De altfel, în evul mediu, atunci când un domnitor pierdea o luptă în propria țară, ori era ucis, ori era alungat peste hotare, și pleca în pribegie. La sfârșitul domniei sale, independența Moldovei era nesigură, din cauza pericolului turcesc. Pentru a proteja independența țării, Ștefan a fost nevoit să le cedeze turcilor Chilia, Cetatea Albă (principalele porturi ale Moldovei) și Insula Șerpilor.
Cele mai răsunătoare bătălii ale lui Ștefan del Mare:
Bătălia de la Baia (14-15 decembrie 1467); a învins 	armata condusa de Matia Corvin, regele Ungariei.
Bătălia de la Podul Înalt (10 ianuarie 1475); a învins	armata otomană condusa de Suleiman pașa.
Bătălia de la Valea Albă (26 iulie 1476); a fost învins de armata otomană condusa de sultanul Mahomed al II-lea.
Bătălia de la Codrii Cosminului (26 octombrie 1497); a învins armata condusă de Ioan Albert, regele Poloniei.
Începând cu 1497 l-a asociat la domnie pe fiul său Bogdan al III-lea, care-i va succede la tron. A murit la 2 iulie 1504 fiind înmormântat la Mănăstirea Putna.
Ștefan cel Mare a fost un mare sprijinitor al culturii și al bisericii, ctitorind un număr mare de mănăstiri și biserici atât în Moldova, cât și în Țara Românească, Transilvania sau la Muntele Athos. Pentru aceste merite a fost canonizat de Biserica Ortodoxă Română, cu numele de Ștefan cel Mare și Sfânt, la 20 iunie 1992. Bisericile construite în epoca lui Ștefan cel Mare au fost concepute în general în stilul arhitectonic bizantino-balcanic. Din îmbinarea artei bizantino-balcanice, specifică ortodoxiei, cu elemente din arta gotică, cu anumite elemente din arta populară locală, a luat naștere un stil arhitectonic nou, stilul moldovenesc

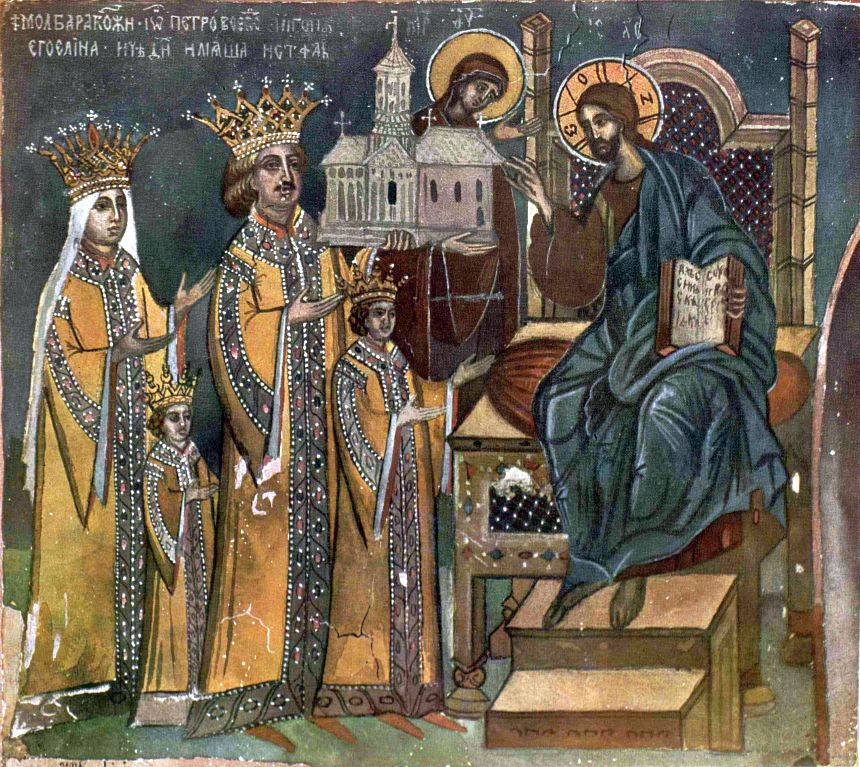
Petru Rareș

Urmându-i domni mai slabi, ce s-au aflat mai mult sau mai puțin sub tutela boierimii, Moldova a decăzut și a sărăcit: nu mai avea flotă, comerțul era periclitat, iar armata, inițial compusă din moșneni și răzeși capabili să lupte îndârjit pentru pământul lor, a fost treptat înlocuită prin trupe de mercenari albanezi sau maghiari, pe măsură ce șerbia deposeda țăranii și-i lega de glie. În aceste condiții, Moldova a căzut sub influența puterii otomane în 1512, devenind un stat tributar al Imperiului Otoman pentru următorii 300 de ani. Pe lângă plata tributului către Imperiul Otoman, Moldova a mai pierdut și teritorii: ținuturile Țintului, Lungăi și Tighinei între 1534 și 1538 (de atunci încoace numite Bugeac, Tighina fiind numită Bender), ținutul Hotinului în 1713 și n 1775, Imperiul Otoman cedează partea de nord-vest a Moldovei (ce avea sa fie cunoscută sub numele de Bucovina). Pe deasupra, intervenția în alegerea conducătorilor Moldovei a autorităților otomane a redus treptat independența voievodatului, care a trebuit să sufere și numeroase invazii turcești, tătărești și rusești.
Dintre domnii care i-au urmat lui Ștefan cel Mare, s-au mai evidențiat Petru Rareș, Alexandru Lăpușneanu, Vasile Lupu și Dimitrie Cantemir.

## Moldovenii de peste Nistru
Nume de localități moldovenești de dincolo de Nistru: Singuri, Cioban, Beseni, Caracinți-Valahi, Cotiujani, Ușița, Bârliadca (lânga izvoarele Bugului); Glodoasa, Troianca, Mamaica, Malai (pe lânga Kirovograd), Buric, Varsați, Babanca, Burta, Șelari, Moldovca, Moldovscaia, Odaia, Moldovanca, Cantacuzinca, Moldovca Brașoveanovca, Padure, Urâta, Șerbani, etc.

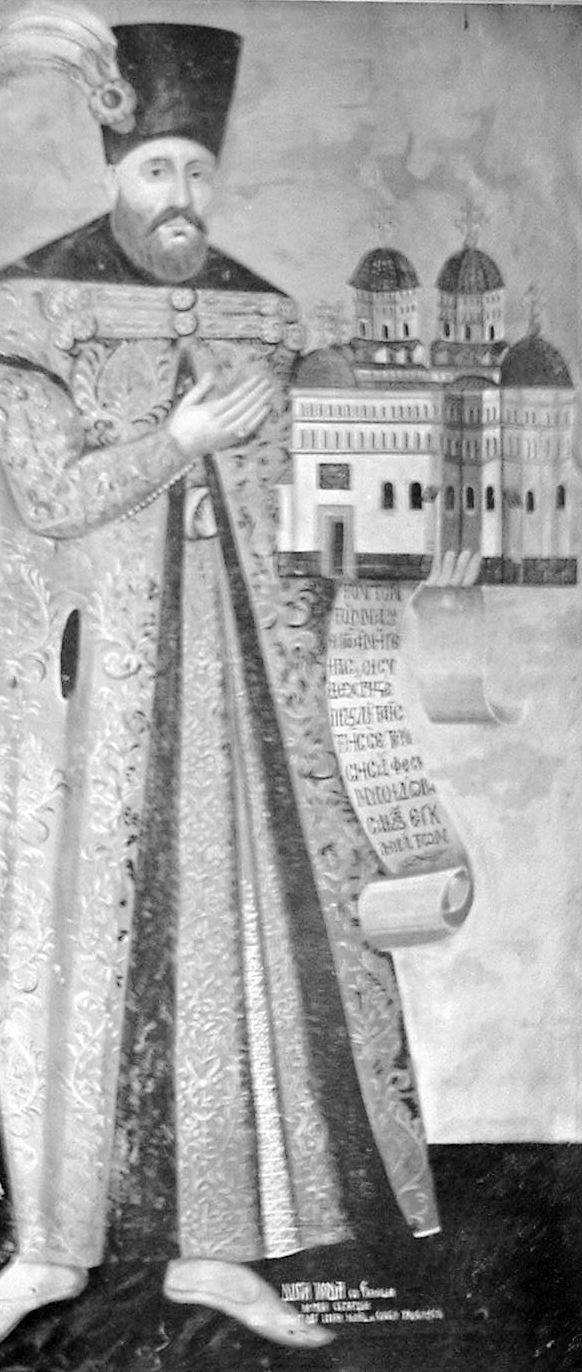
Gheorghe Duca, Domnitorul Moldovei și Hatmanul Ucrainei după o frescă de la Mănăstirea Cetățuia

La mijlocul secolului al XVII-lea, Imperiul Rus, cu ajutorul cazacilor de la Don, amenințau în mod permanent Imperiul Otoman și Hanatul Crimeii. Ca urmare, în 1677, 40.000 de ostași turci, la care se adăugau câteva mii de munteni, moldoveni  și cazaci (conduși de hatmanul Gheorghe (Iurie) Hmelnițki, fiul lui Bogdan Hmelnițki), asediază cetatea de scaun a cazacilor rebeli, Cehrinul (Cighirin) dar asaltul eșuează. În 1678 atacul este reluat de o armată de 80.000 de turci, la care se vor adăuga 30.000 de tătari, 4.000 de cazaci și contingentele moldo-muntene (cu domnitorii Antonie Ruset și Gheorghe Duca) de 10.000 de ostași. Cehrinul a fost cucerit la 28 august 1678, și fortificațiile au fost distruse până la temelie. Războiul a continuat până în 1681 când s-a încheiat tratatul de la Bahcisarai prin care țarul a recunoscut drepturile turcilor asupra Ucrainei “de mai jos de Chiev”, de la Nipru până la Nistru. Hatman al Ucrainei a fost numit Iuri Hmelnițchi și apoi însuși Duca vodă, ajuns și domn al Moldovei. Duca vodă a condus astfel două țări: Moldova și Ucraina de sud. Duca vodă a participat și la al doilea Asediu al Vienei dar la întoarcerea în țară, a pierdut Ucraina și domnia Moldovei fiind înlocuit de Petriceicu-vodă (1683)
Într-un recensământ din 1793, între Nistru și Bug din 67 de sate, 49 erau exclusiv românești
În regiunea Herson, în 1893 sunt înregistrate următoarele sate moldovenești: Iasca, Gradinița, Sevartaica, Belcauca (spre Ovideopol), Malaiești, Floarea, Tei, Coșarca, Buturul, Perperița, Goiana, Siclia, Corotna, Cioburceni, Speia, Caragaciu, Tașlâc, Doroțcaia, Voznisevsca (pe Bug).  În Podolia sunt înregistrate satele moldovenești: Lescova, Ruda, Ivaneț, Rogozna, Studenița, Lipciani, Serebia,  Camenca, Pietrosul, Slobozia, Domnița, Balta, Moșneagul, Senina, Bursucul ș.a.
Tot în 1893, potrivit cifrelor oficiale, existau în Herson și în Podolia 532.416 români moldoveni, în Ecaterinoslav 11.813, iar în Crimeea 4.015. Aprecierile asupra cifrelor reale merg pâna la 1.200.000. Înca de la mijlocul secolului XIV se găseau în Transnistria peste 400 de sate curat românești 
În aprilie 1920 au izbucnit mari revolte țărănești împotriva regimului sovietic; răsculații conduși de Tutunica au ocupat Balta, răscoala întinzându-se în raioanele Codâma și Ananev. În 1922, sub conducerea lui Chirsula, revolta a reizbucnit. După înăbușirea în sânge a acestora de către regimul sovietic, s-au făcut deportări în masă 

## Expansiunea rusească

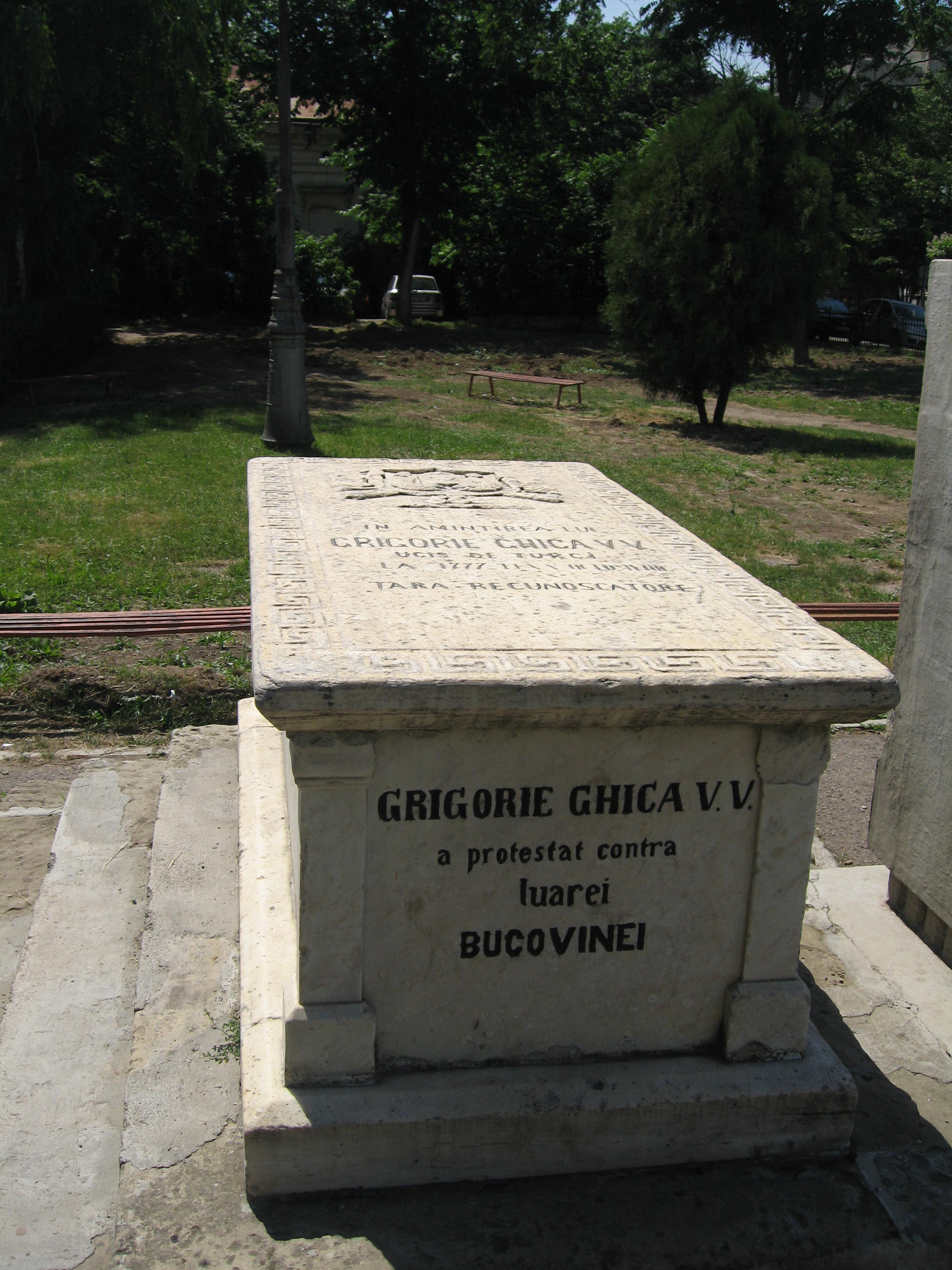
Monumentul din Iași (1875) dedicat domnitorului Grigore al III-lea Ghica care a plătit cu viața pentru opoziția sa față de cedarea Bucovinei

După ce, în 1775, partea de nord-vest a Moldovei (ce avea sa fie cunoscută sub numele de Bucovina) a fost cedată Imperiului Habsburgic, în 1792, prin Tratatul de la Iași, Imperiul Otoman a fost forțat să cedeze și teritoriile deținute în regiunea care acum se numește Transnistria, către Imperiul Rus. Astfel, Imperiul Rus a ajuns să aibă o frontieră comună cu Moldova. După războiul ruso-turc din 1806, prin Tratatul de la București din 1812 Imperiul Rus anexă trei noi teritorii: ținuturile turcești Hotin și Bugeac, și ținutul moldovenesc dintre Prut și Nistru. Bugeac era un nume turcesc: în românește, precum și în toate hărțile europene, teritoriul Bugeacului figura sub numele de Basarabia (după numele domnitorului muntean Basarab I care îi biruise acolo pe tătari în 1328 și 1331). Imperiul Rus a preluat numele de Basarabia pentru a desemna  întreg teritoriul anexat în 1812, de la Hotin la mare, organizat într-o nouă gubernie, cu capitala la Chișinău (care, până atunci, fusese un mic târg din ținutul Lăpușna).
După înfrângerea rușilor din Războiul Crimeii (1853-1856), Tratatul de la Paris stipula ca Moldova (și Țara Românească) să fie puse sub garanția colectivă a celor șapte puteri străine care au semnat tratatul de retrocedare a Sudului Basarabiei către Moldova, adică a ocolurilor Cahul, Bolgrad și Ismail. În 1859 Principatul Moldovei s-a unit cu Țara Românească, prin alegerea unui singur domn pentru ambele principate, în persoana lui Alexandru Ioan Cuza, punând astfel baza statului modern România.
Prin Tratatul de la Berlin din 1878, guvernul român a fost nevoit să cedeze din nou sudul Basarabiei către Imperiul Rus. Acesta a considerat gubernia Basarabiei ca un ținut agricol producător de cereale, tutun, struguri, vite și cai, a construit căi ferate care duceau aceste producții la Odesa, și a clădit orașe rusești (populate și de mulți Evrei și Armeni) pe lângă vechile târguri moldovenești ale Bălților, Orheiului, Chișinăului și Tighinei. În Bugeac, Rusia a procedat la schimbări de populații și de denumiri, alungând turcii și tătarii spre Imperiul otoman, iar românii moldoveni spre România, înlocuindu-i cu găgăuți și bulgari veniți din sudul Dunării, cu nemți veniți din Șvabia și din Würtemberg, cu Elvețieni din Valais (la Șaba), cu ruși și ucraineni desigur, în timp ce localități ca Frumoasa, Oblucița, Tighina, Ciubărciu, Zoreni, Cetatea Albă sau Codăești erau desemnate de preferință prin numirile lor turcești, tătărești sau rusești de Kagul, Izmail, Bender, Ciobruci, Staroselie, Akkerman sau Katorga. Mai la nord, colonizarea rusească, mai ales la orașe, nu a afectat prea mult satele, rămase compact moldovene, iar numirile au fost rusificate, dar nu schimbate (Orgheiov și Kișiniov pentru Orhei și Chișinău).

## Marea Unire
Realizarea Marii Uniri, prin unirea Basarabiei, Bucovinei și Transilvaniei cu Vechiul Regat, a fost rezultatul acțiunii românilor în conjunctura favorabilă datorată primului război mondial, când Sfatul Țării din Basarabia, Consiliul național al Bucovinei și cel al Românilor din Transilvania, Banat, Crișana și Maramureș au decis unirea cu România. Unirea acestor teritorii a fost posibilă mulțumită afirmării treptate a sentimentului românesc atât în împărățiile Austro-Ungariei și a Rusiei, cât și în "principatele dunărene" (cum se spunea atunci) ale Moldovei și Țării Românești. Puterile europene au acceptat-o în contextul afirmării internaționale a principiului autodeterminării naționalităților, care a dominat în Europa la sfârșitul primului război mondial. 

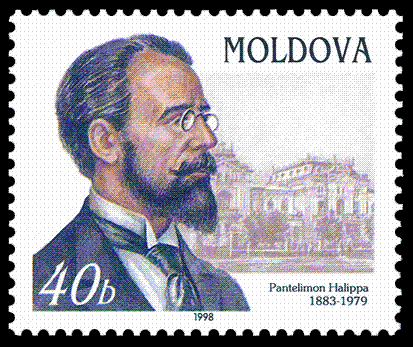
Pantelimon Halippa pe un timbru din Republica Moldova. A fost președintele Sfatului Țării care a votat unirea cu România în 1918

În cadrul "marii Uniri" a României, și Moldova și-a recăpătat unitatea, pentru prima oară de la 1484 încoace, prin alipirea Moldovei dintre Carpați și Prut cu Bucovina și cu Moldova dintre Prut și Nistru (proclamând independența fața de Rusia, Sfatul Țării alesese numele de Moldova în locul celui de Basarabia, pentru a sublinia unitatea vechiului voievodat). De notat că anumite legi democratice, cum ar fi reforma agrară sau dreptul de vot pentru femei, votate încă din 1918 în Basarabia și Bucovina, au fost extinse ulterior (în 1923) la toată România, mulțumită acțiunii deputaților moldoveni.
Pierderile umane suportate de basarabeni în intervalul 22 iunie 1941 - 9 mai 1945 se compun din circa 50-80 de mii de  evrei decedați ca urmare a holocaustului, mai ales în jumatătatea a doua a anului 1941, 110 mii de români basarabeni, decedați pe frontul de vest antihitlerist mai ales în anii 1944-1945  și 5 mii de basarabeni (din circa 10000 de participanți), decedați ca ostași ai armatei române pe frontul de est, mai ales în anii 1941-1944.

## Al doilea Război Mondial
În 1940, în contextul pactului între Hitler și Stalin, România a pierdut teritorii atât în est cât și în vest: în iunie 1940, după ce a înaintat un ultimatum României, Uniunea Sovietică a anexat Basarabia, Bucovina de nord și Ținutul Herța din Moldova dintre Carpați și Prut. Două treimi din Basarabia au fost combinate cu Transnistria (o mică parte din URSS), pentru a forma RSS Moldovenească. Restul a fost oferit RSS Ucrainene.
Prin Dictatul (Arbitrajul) de la Viena, Romania acceptă în august 1940 să cedeze Ungariei partea de nord a Transilvaniei în schimbul garanțiilor de securitate germano-italiene. De asemenea, prin Tratatul de la Craiova, sudul Dobrogei (Cadrilaterul) a fost cedat Bulgariei. Pentru a recupera teritoriile ocupate de URSS, România a intrat în cel de-al doilea război mondial de partea nemților în iunie 1941.
În timpul celui de-al doilea război mondial, situația Basarabiei și a locuitorilor săi este ambiguă: cetățeni și ținut al României, eliberat de sub ocupația sovietică ? sau cetățeni și ținut al URSS, ocupat de forțele României, la celebrul îndemn al lui Ion Antonescu: "Ostași, Vă ordon: Treceți Prutul!" ? Totul depinde de punctul de vedere. Astăzi cetățenii mai vârstnici ai republicii Moldova, care au luptat, unii în armata României, alții în armata sovietică, au aceleași drepturi de foști combatanți. După dreptul internațional însă, în măsura în care România a cedat către URSS Basarabia la 28 iunie 1940, aceasta este socotită ca un "teritoriu sovietic ocupat". Revenirea la România nu a durat decât trei ani, deoarece la 15 martie 1944 (la nord de Chișinău) și la 23 august 1944 (la sud de Chișinău) armata sovietică a ocupat-o pentru a doua oară. De notat că între aceste două date, frontul a fost staționar, fiindcă sovieticii aveau cunoștință de tratativele opozanților regimului Antonescu cu Aliații, și așteptau liniștiți ca România să treacă de partea Aliaților.
La 23 august 1944, o lovitură de stat dată de Regele Mihai, cu sprjinul partidelor istorice și al armatei, a destituit dictatura lui Antonescu și a pus armata României de partea Aliaților. Timp de aproape trei săptămâni, România a luptat greu în bătăliile cu germanii din țară, în timp ce armata sovietică a continuat să o socotescă țară inamică până la armistițiul acordat abia în 12 septembrie 1944. În acest crunt răstimp, un ostaș român putea fi ucis, rănit sau făcut prizonier atât de forțele germane, cât și de cele sovietice, care bombardau și jefuiau țara deopotrivă. După armistițiu cu Aliații, forțele române au fost subordonate comandamentului celor sovietice, cu care au luptat împreună în ofensivele din Transilvania, Ungaria și Cehoslovacia.
Mulțumită acestei contribuții de partea Aliaților, la sfârșitul celui de-al doilea război mondial, nordul Transilvaniei a revenit României. Dar Bucovina de nord, Basarabia, Ținutul Herța și sudul Dobrogei (Cadrilaterul) au rămas pierdute. RSS Moldovenească a devenit independentă abia în 1991, sub numele de Republica Moldova, dar partizanii apropierii sau unirii cu România (guvernul Mircea Druc) nu au reușit atragerea minorităților conlocuitoare (ațâțate de provocatori ruși). Din anul 2009 în Republica Moldova la guvernare se află Alianța pentru Integrare Europeană, alcătuită din trei partide democratice, care aspiră la integrarea țării în Uniunea Europeană și revenirea ei la civilizația și valorile europene.

## Personalități
Toți domnii Moldovei sunt descriși în lista domnilor Moldovei

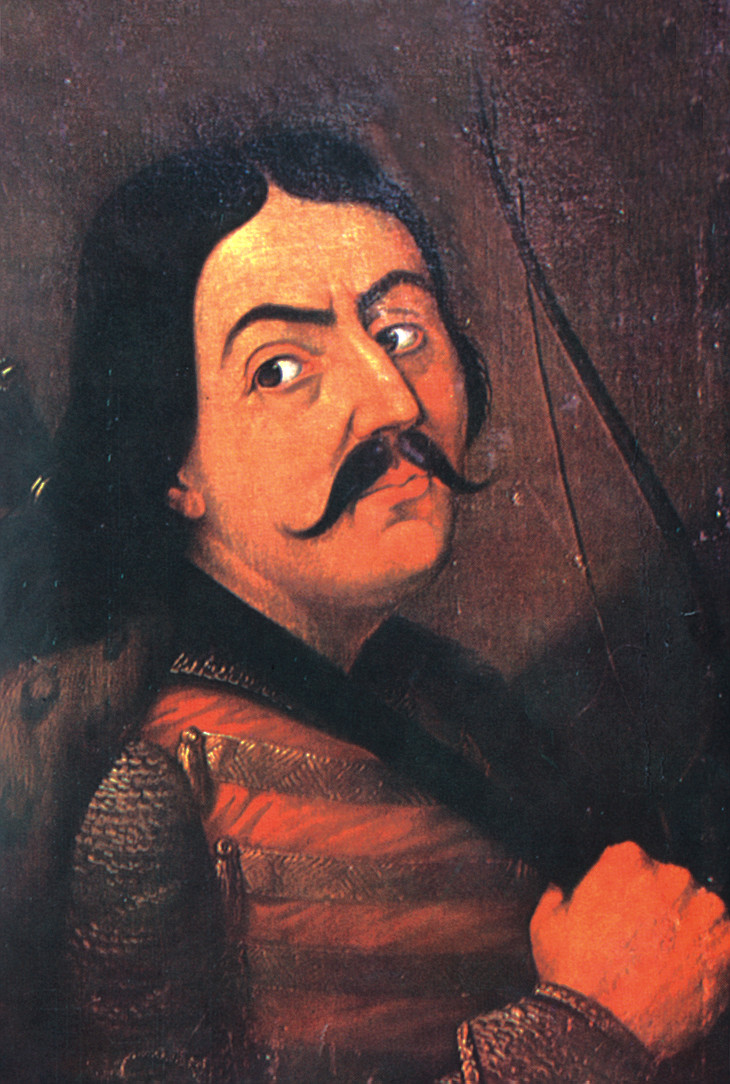
Dragoș Vodă primul domnitor în Moldova
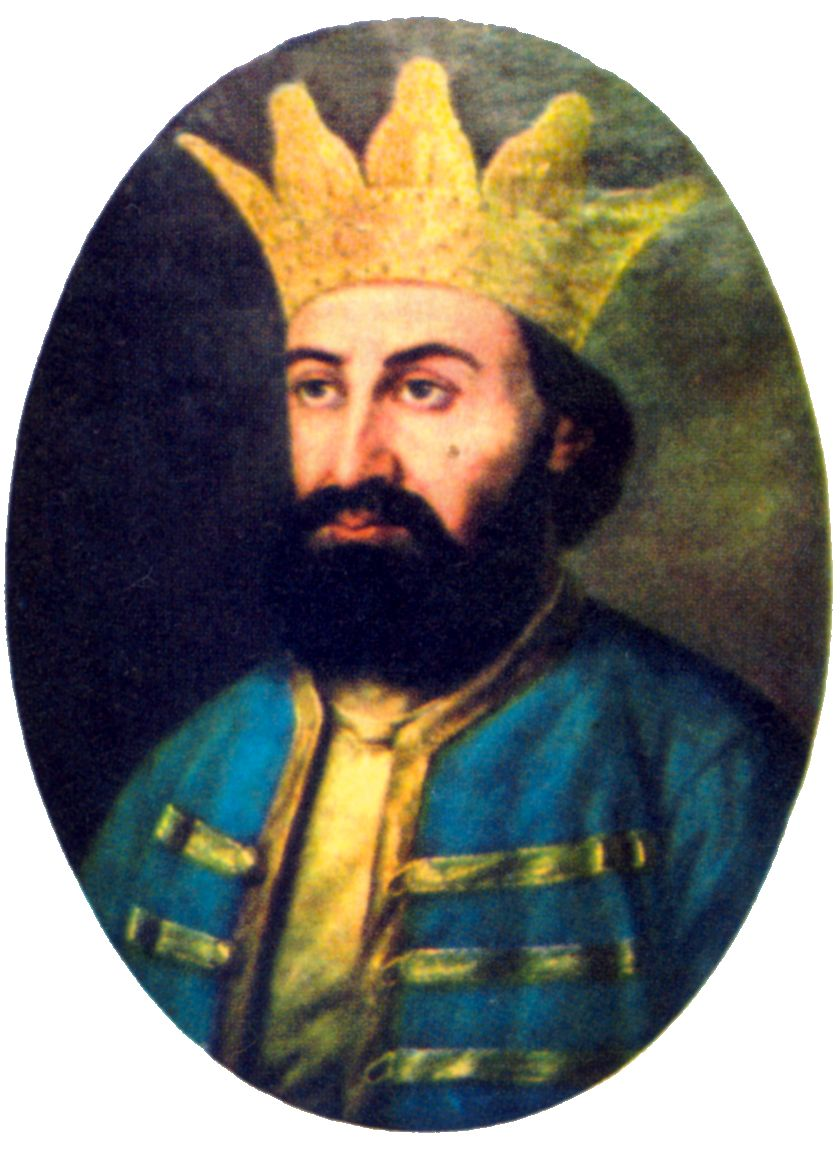
Bogdan I, intemeietorul Moldovei independente; portret imaginar din secolul al XIX-lea.
Petru Mușat, Statuie în Suceava. Domn între anii 1375-1391
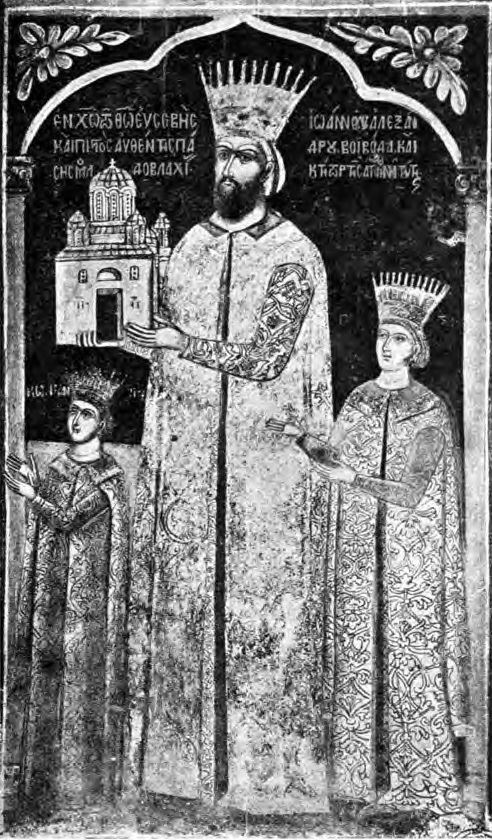
Alexandru Lăpușneanu, domnul Moldovei între 1552–1561 și 1564–1568.
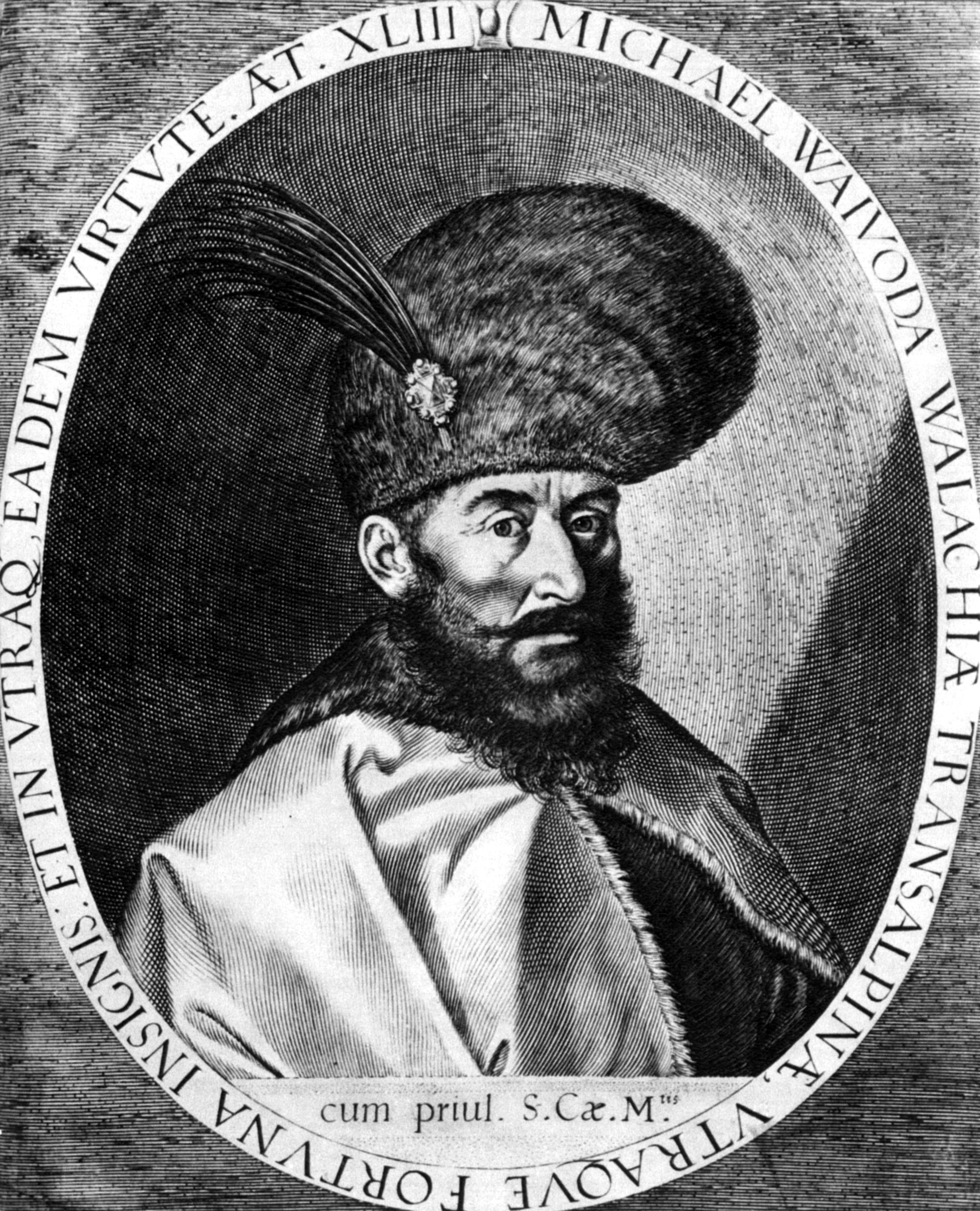
Mihai Viteazul, portret pictat în 1601.Domnitorul Moldovei în 1600. A unit temporar Moldova cu Țara Românească și Transilvania
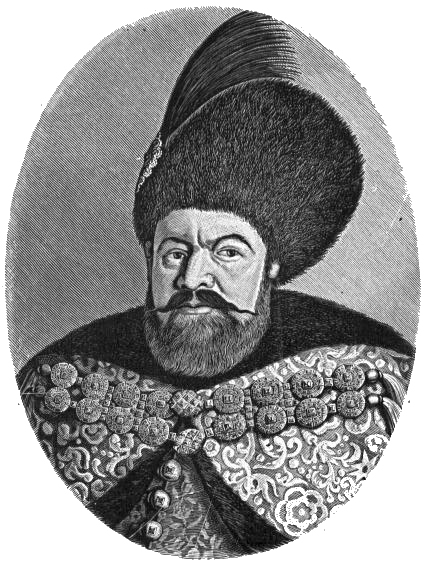
Vasile Lupu, domnitor între anii 1634 și 1653
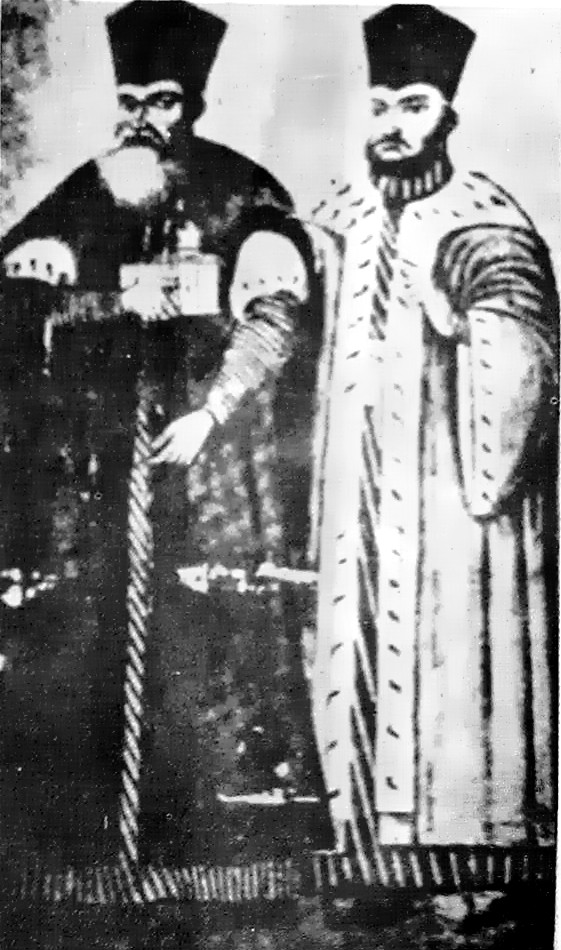
Constantin Cantemir (și fiul său Antioh) domnul Moldovei in 1693
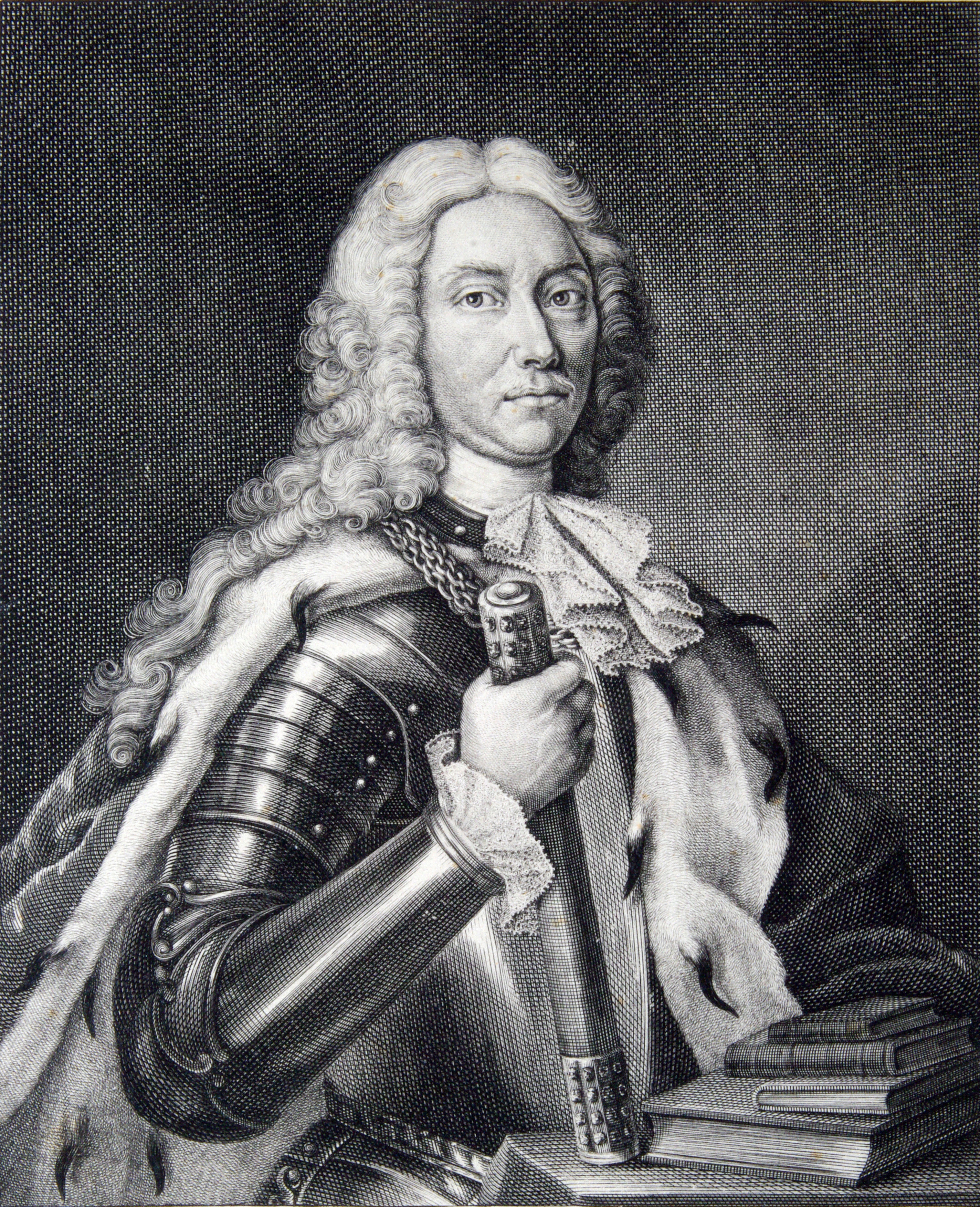
Dimitrie Cantemir, domnul Moldovei în anii 1693 și 1710 - 1711
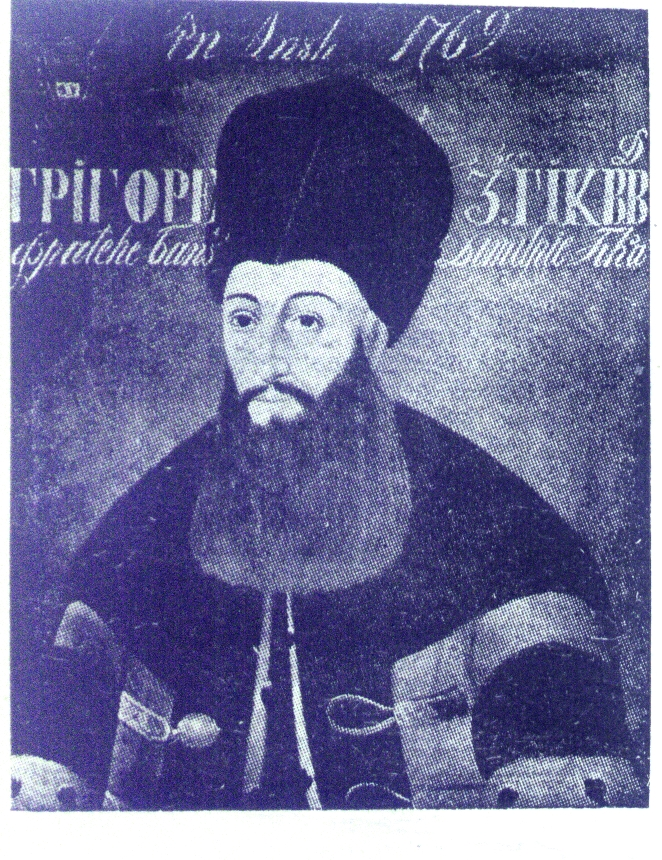
Grigore III Ghica,domnul Moldovei între 1764-1767 și 1774-1777.

## Galerie de steme

Stema Moldovei în Evul Mediu[necesită citare] (varianta cu stea)
Variantă modernă a steagului Principatului Moldovei
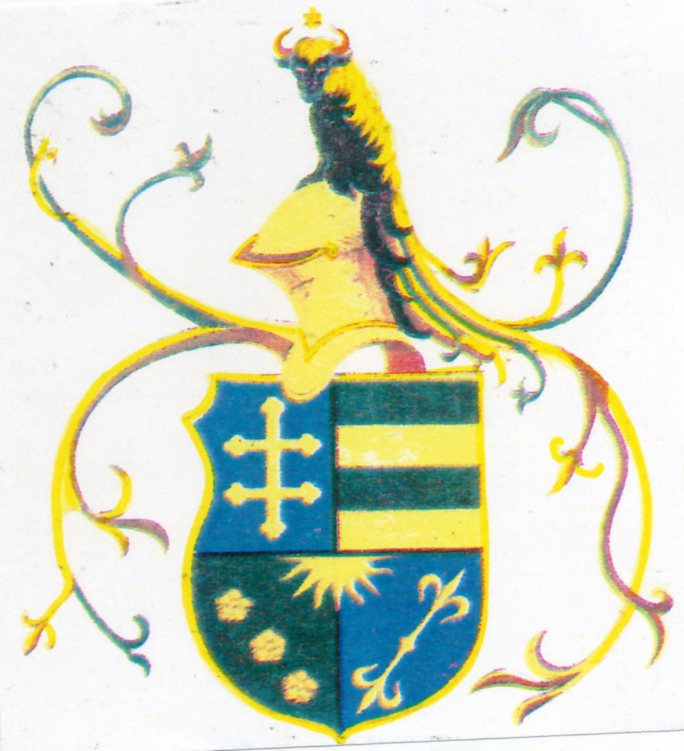
Stema domnitorului Moldovei în armorialul Wijnbergen
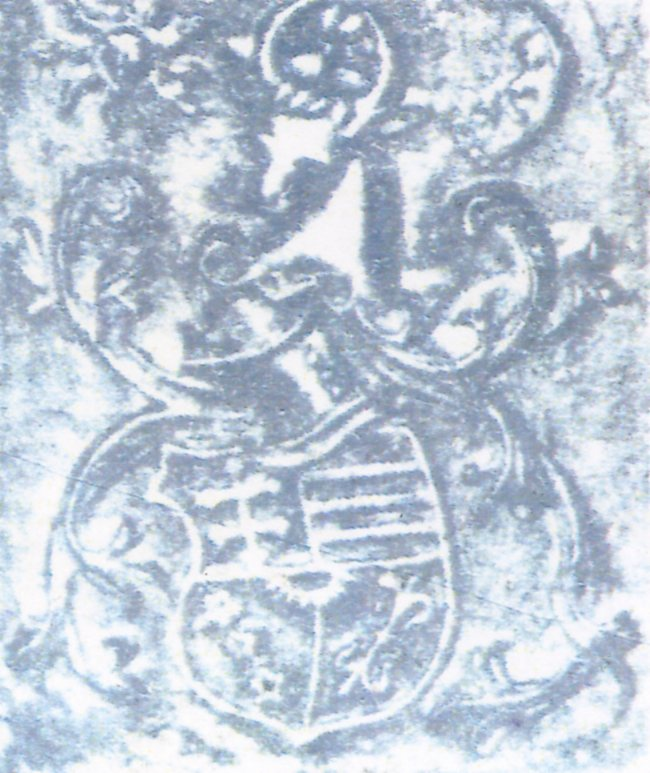
Stema domnitorului Moldovei pe clopotul de la Suceava
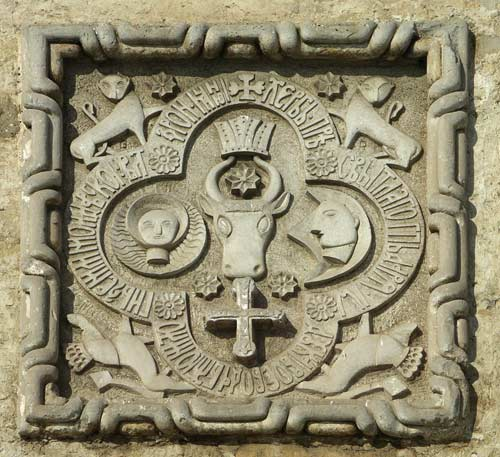
Stema simplă a Moldovei, la mânăstirea Cetățuia
Drapelul Republicii Democratice Moldovenești în sec.XX (1917)
Drapelul actual al Republicii Moldova

## Cartografie istorică

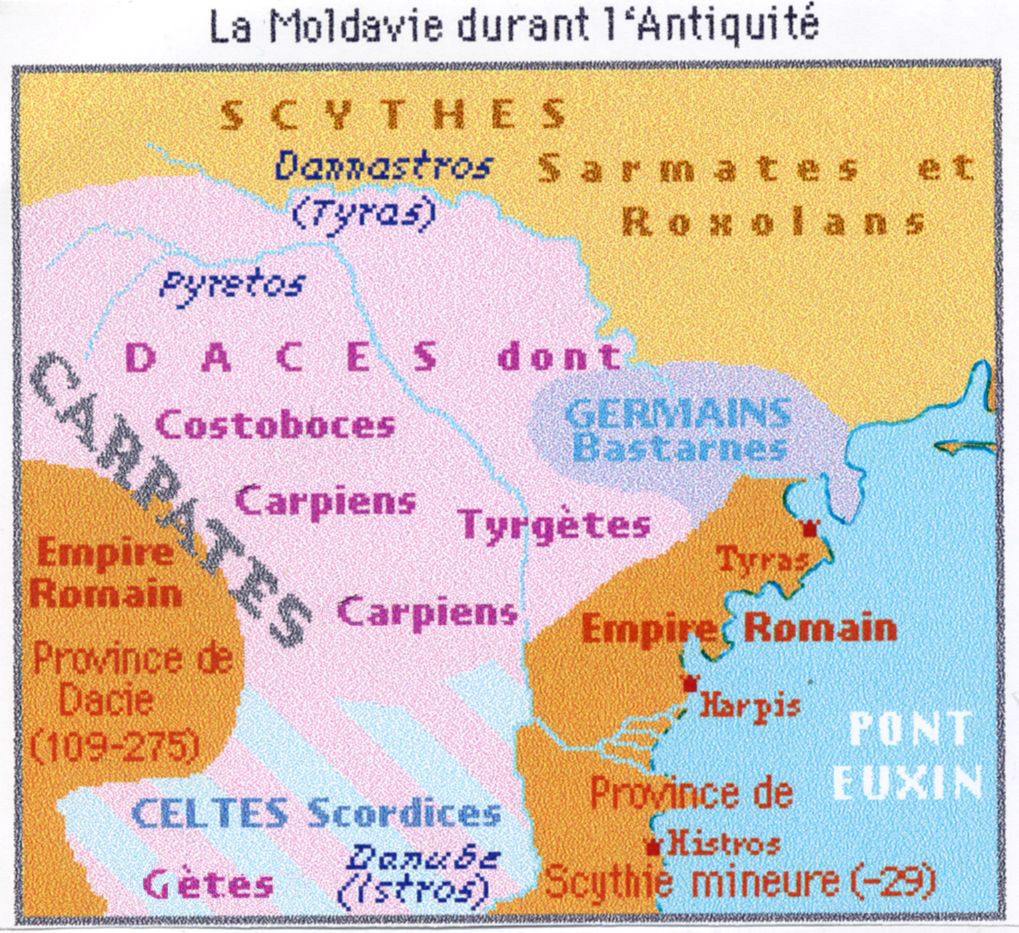
Moldova în Antichitate.
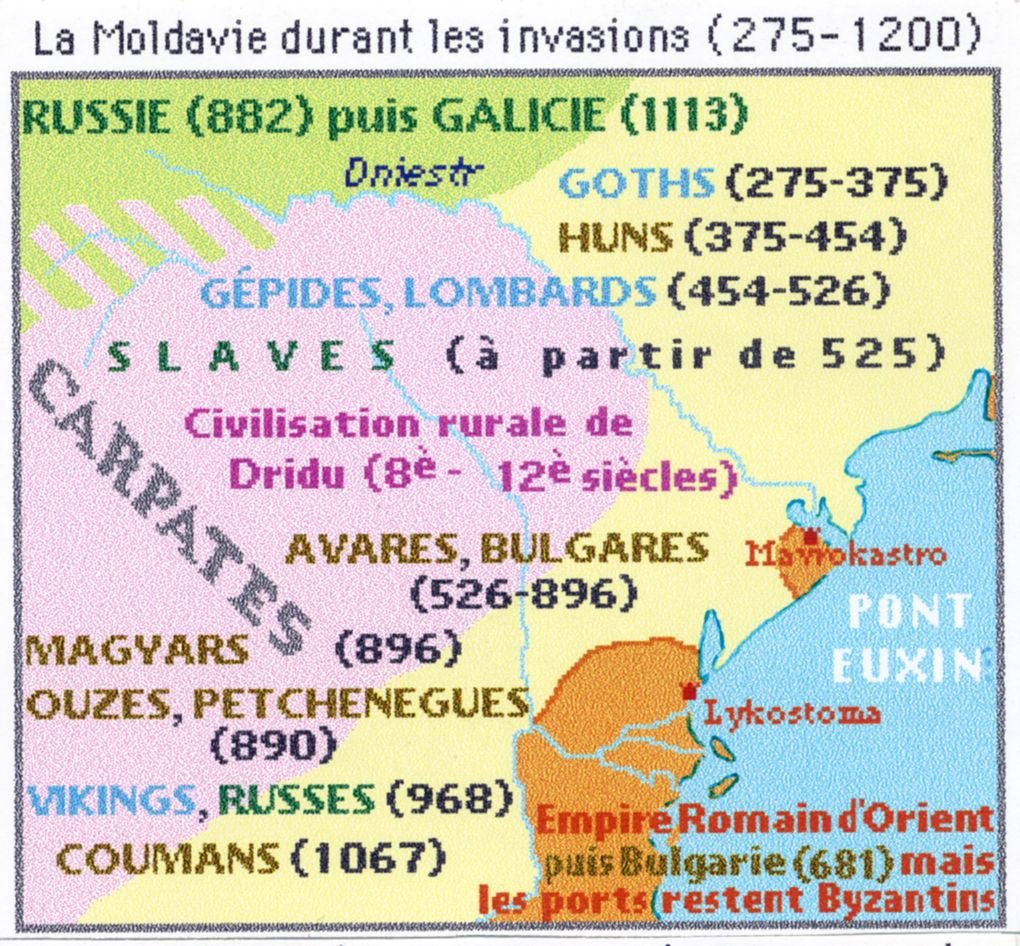
Moldova în perioada popoarelor migratoare și a civilizației rurale Dridu.
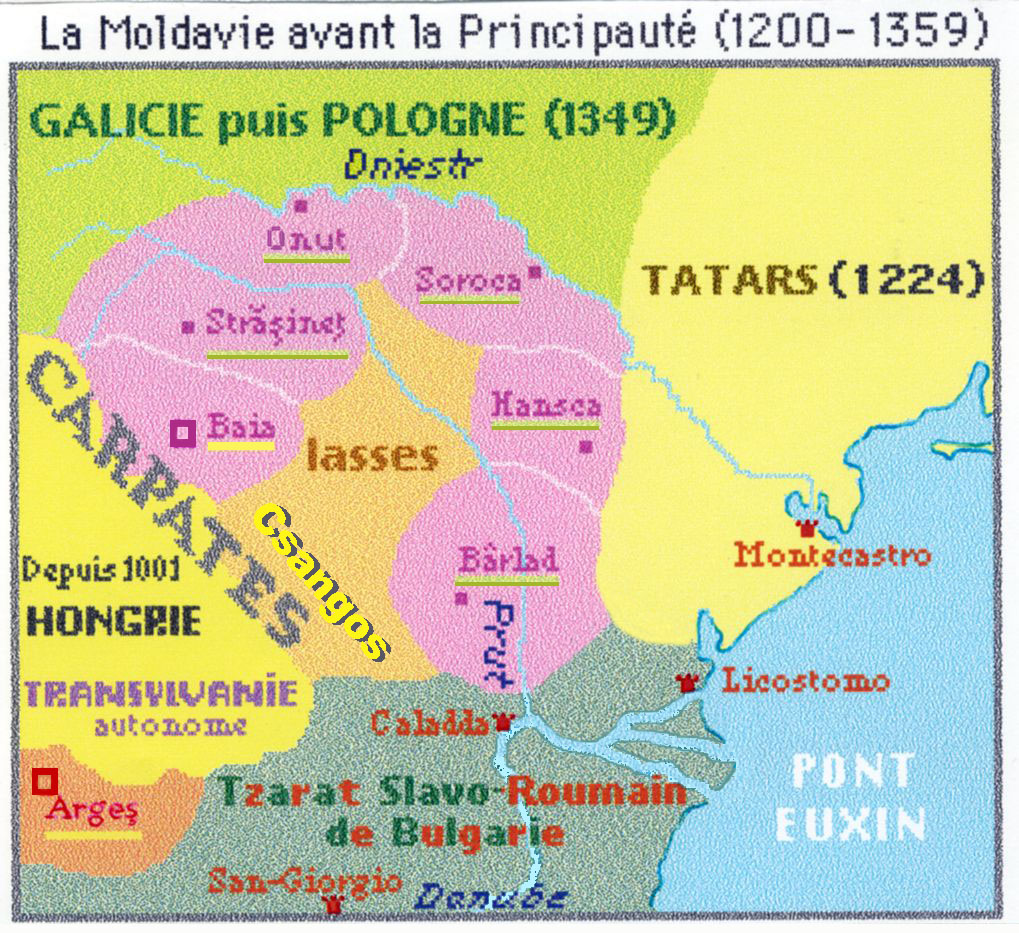
Primele cnezate și voievodate, vasale ale Ungariei și Galiției.
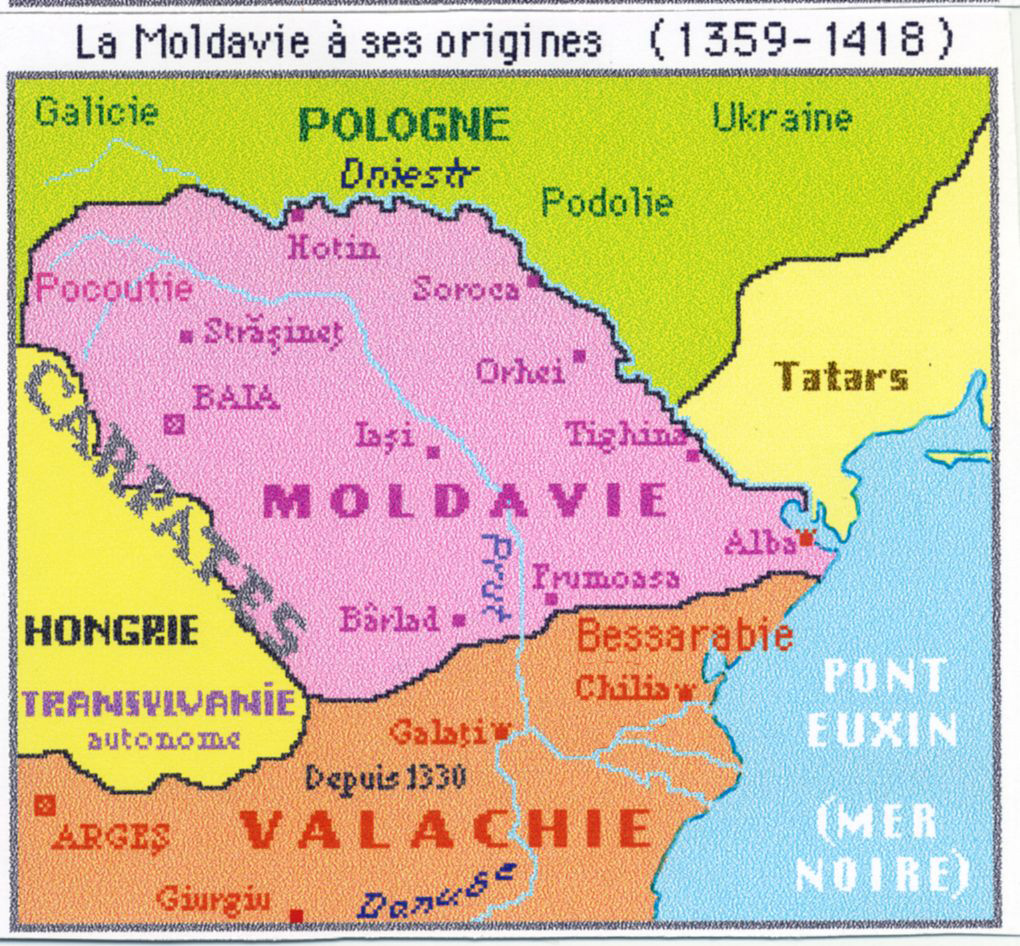
Voievodatul Moldovei la întemeierea sa, în 1359.
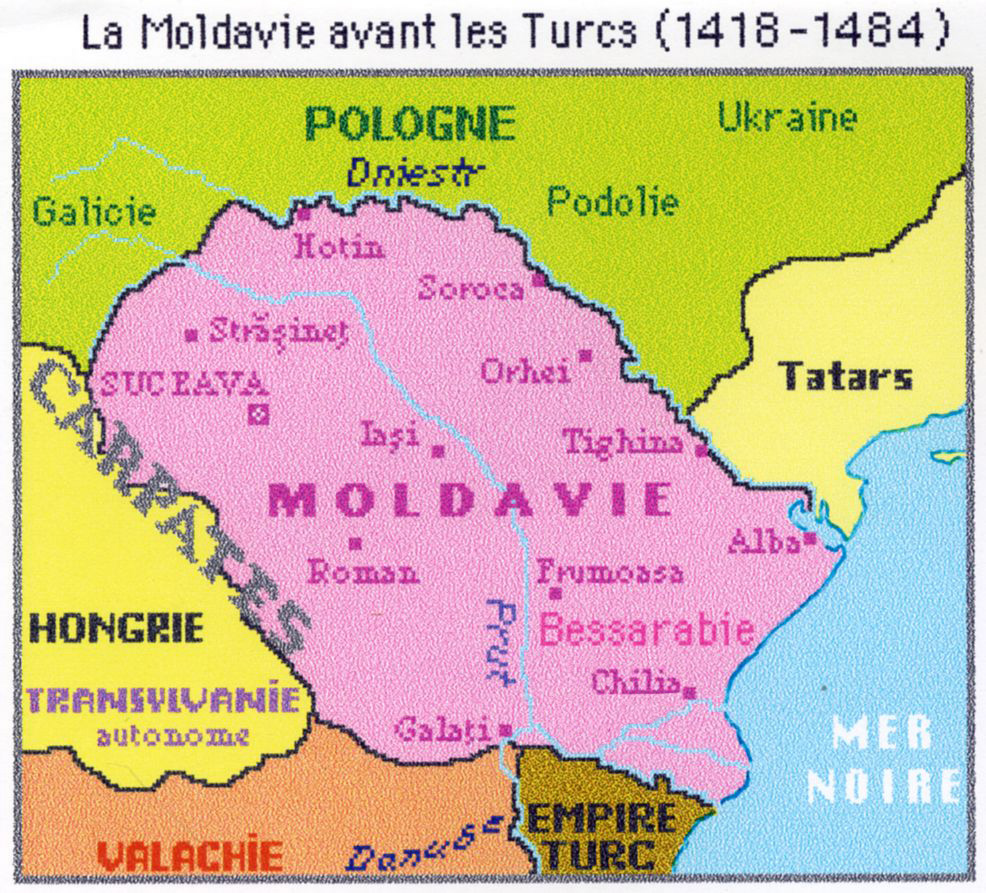
Voievodatul Moldovei sub Ștefan cel Mare.
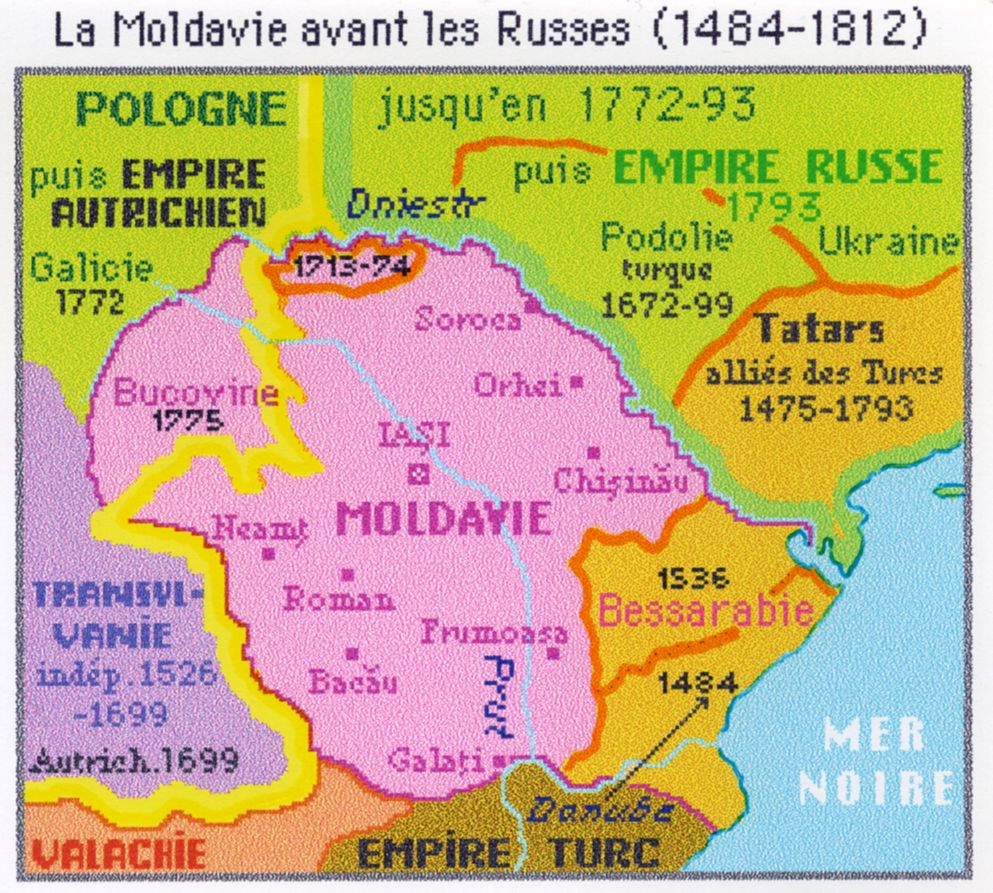
Voievodatul Moldovei, vasal al Imperiului Otoman.
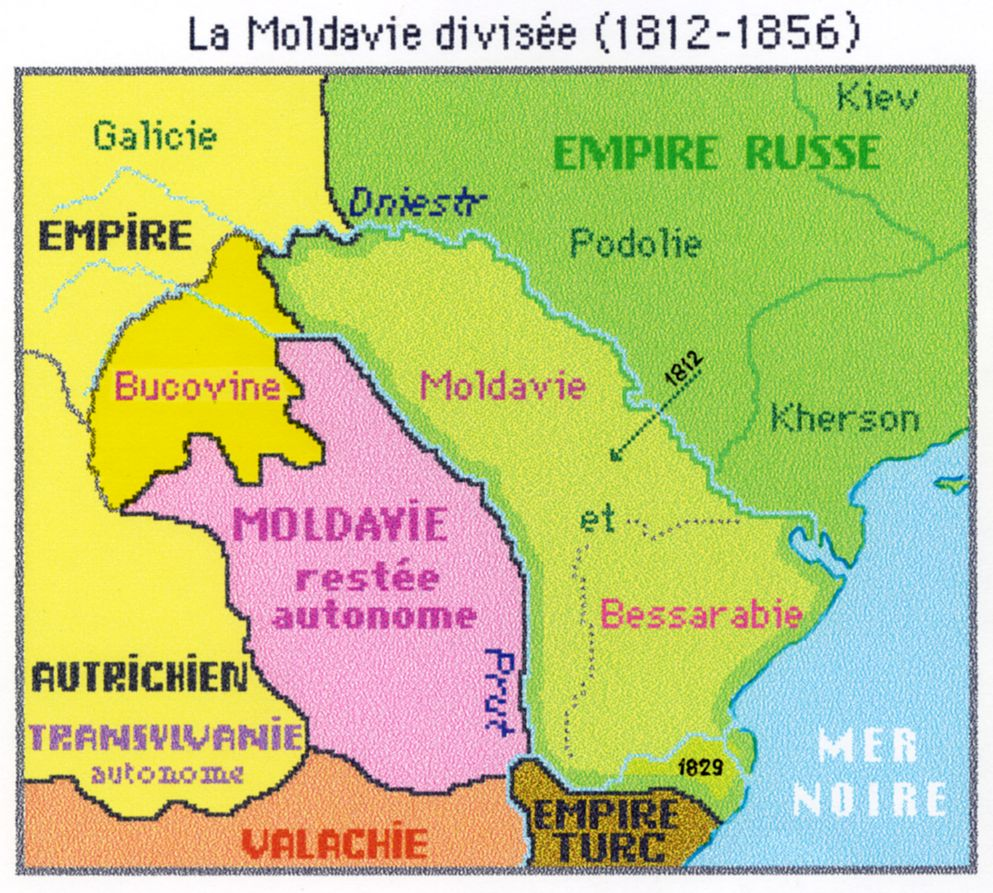
Moldova împărțită, cu partea de nord-vest devenită kronlandul austriac Bucovina în 1775 și cu partea de răsărit devenită gubernia rusească Basarabia în 1812.
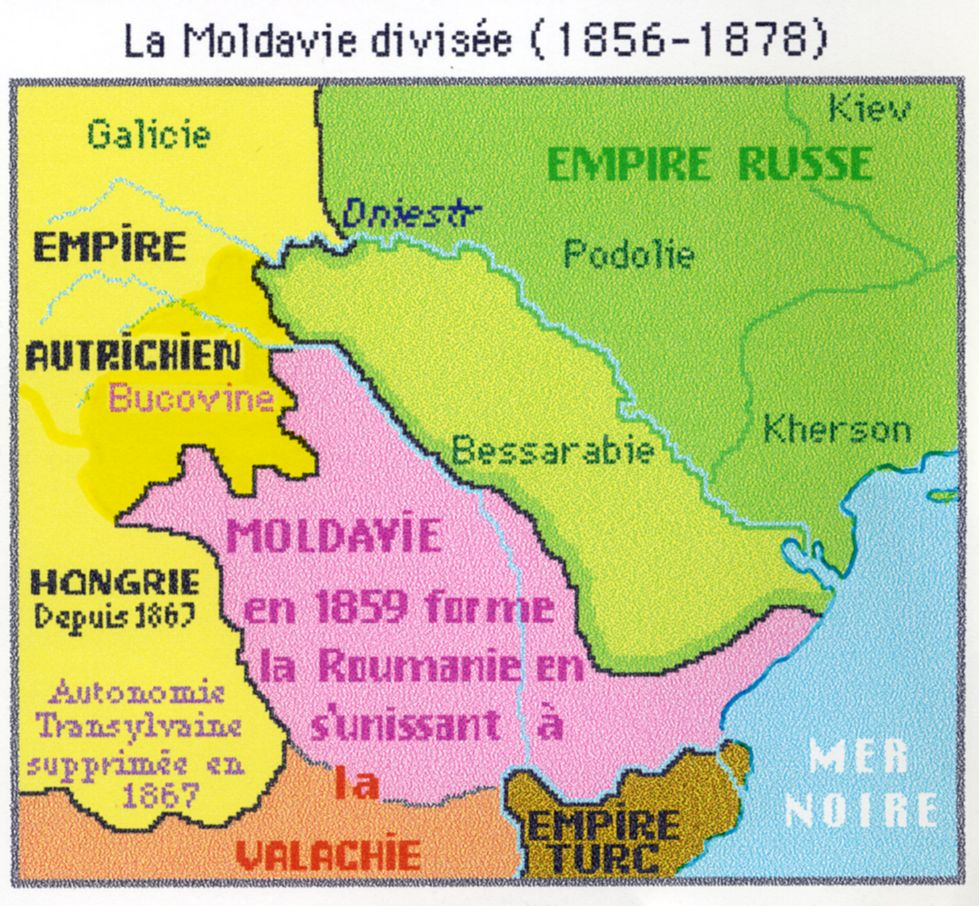
Moldova cu județele Cahul, Bolgrad și Chilia, în 1856.
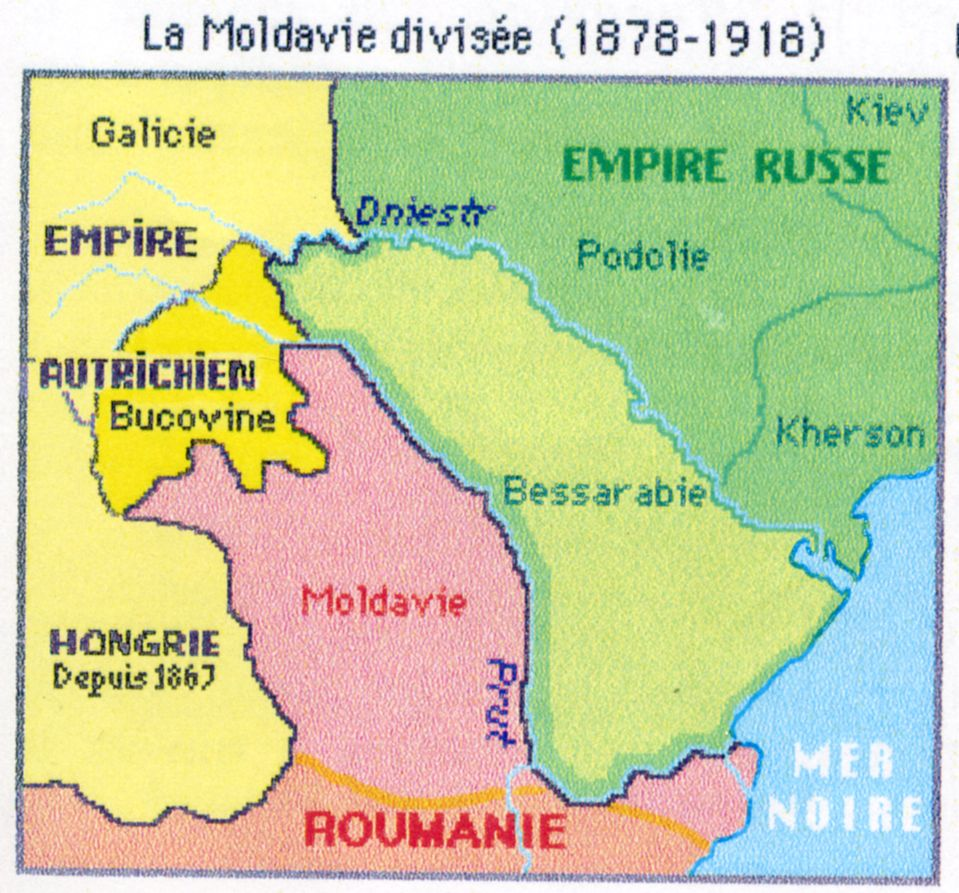
Moldova jumătate românească, jumătate rusească.
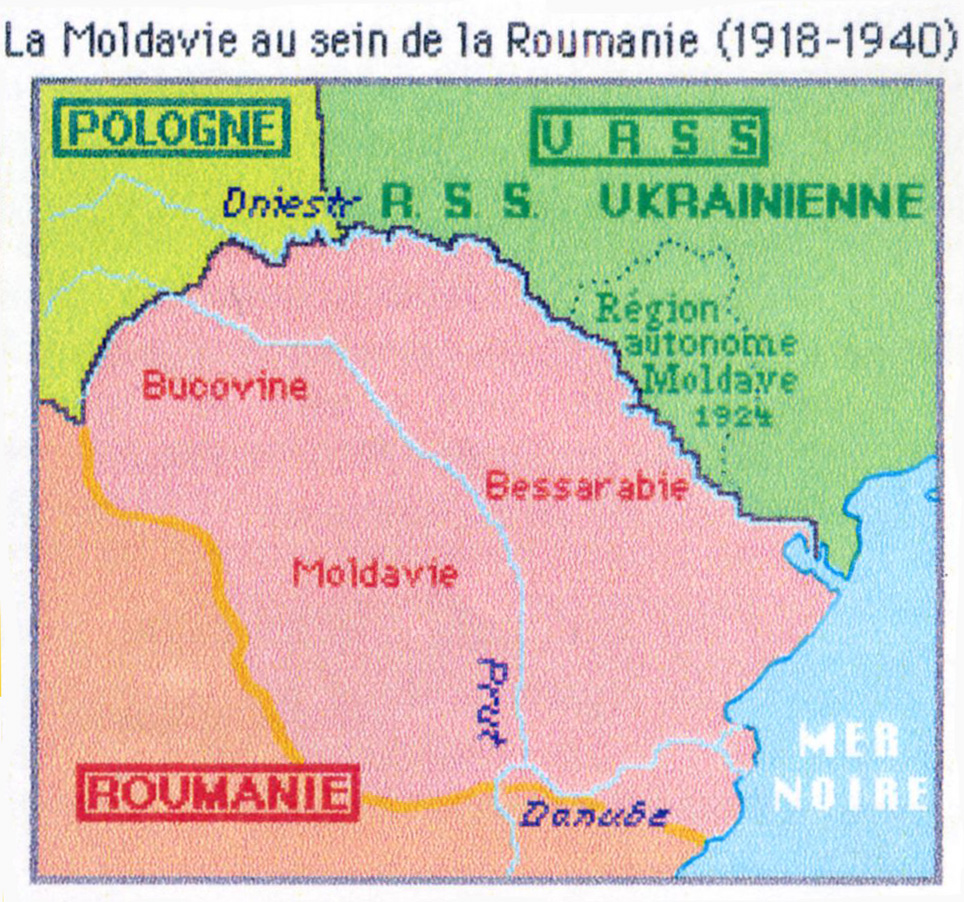
Moldova reîntregită în cadrul României Mari, conform votului Sfatului Țării și Consiliului Bucovinei în 1918, cu sprijinul președintelui Wilson.
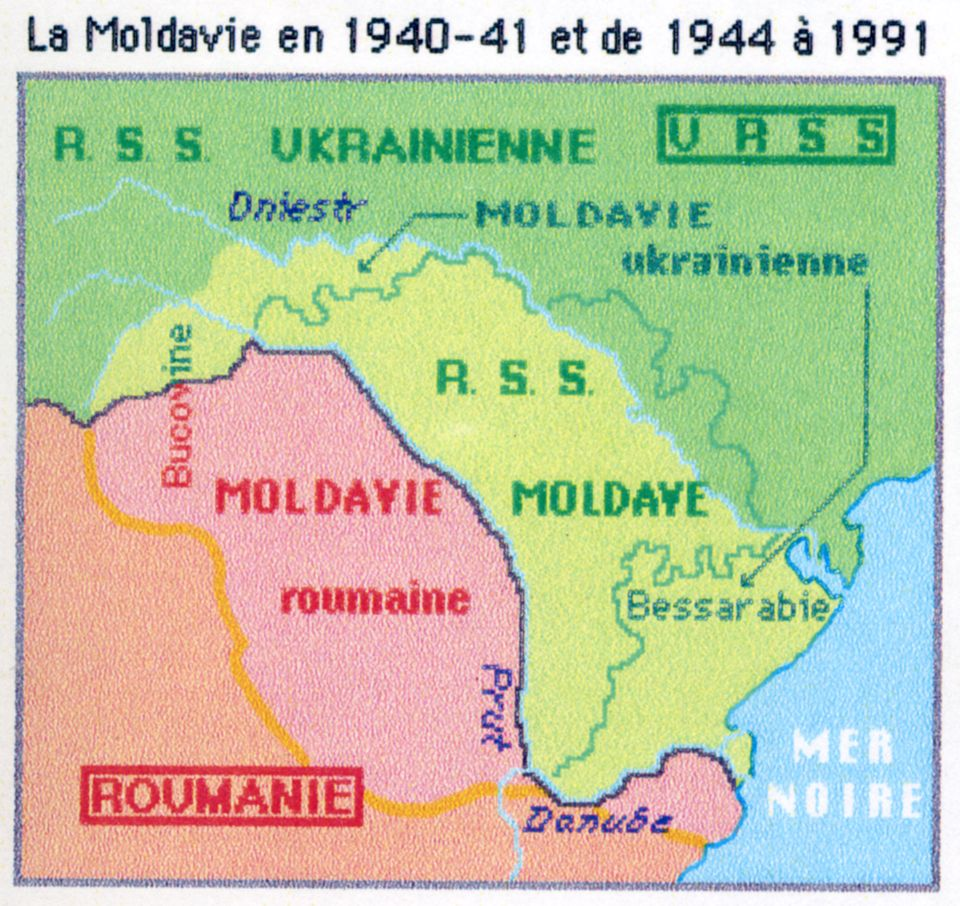
Moldova din nou împărțită conform Pactului Hitler-Stalin, în 1940.
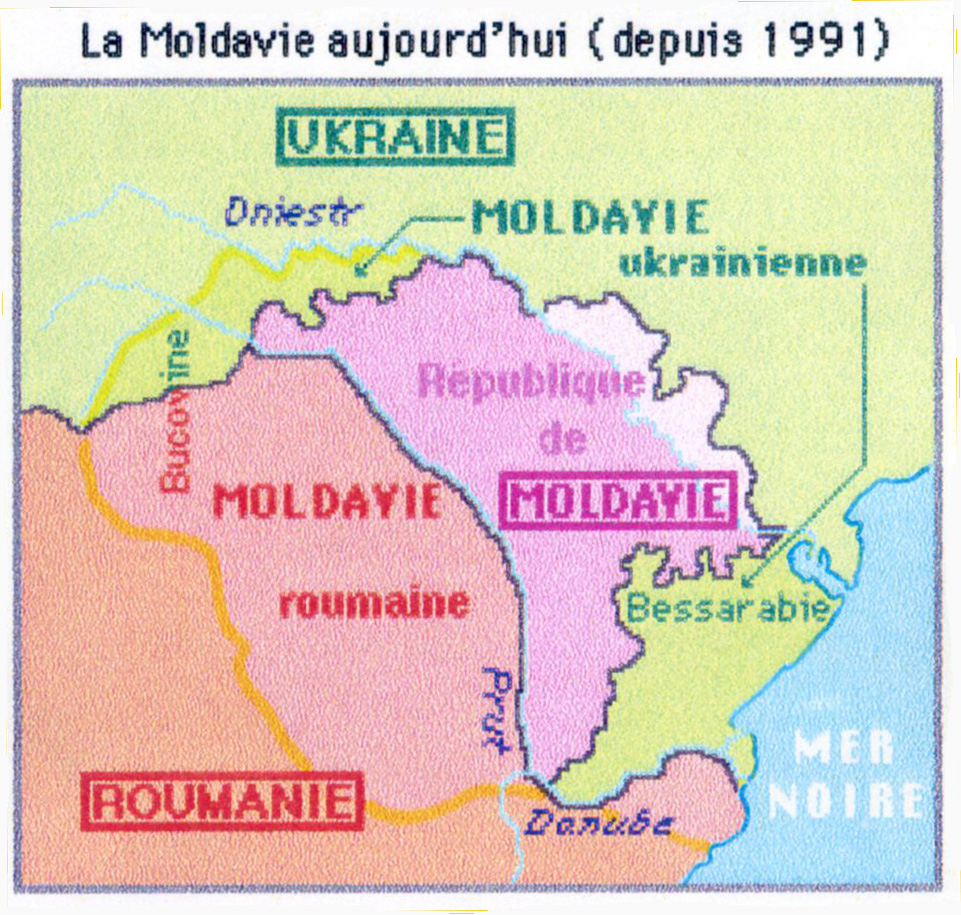
Moldova astăzi, jumătate românească și europeană, jumătate post-sovietică.